# Internationaal Strafhof
Het Internationaal Strafhof (Engels: International Criminal Court, Frans: Cour pénale internationale, ICC/CPI) is een permanent hof voor het vervolgen van personen die verdacht worden van genocide, misdaden tegen de menselijkheid of oorlogsmisdaden, zoals deze zijn omschreven in het Statuut van Rome. De werktalen zijn Engels en Frans. Het Internationaal Strafhof is in 1998 opgericht en begon te werken op 1 juli 2002, zetelt in Den Haag.
Het ICC heeft jurisdictie over bovengenoemde misdaden voor zover gepleegd na de datum 1 juli 2002. Deze worden door de internationale gemeenschap beschouwd als de ernstigste misdaden binnen het internationaal strafrecht. Ze zijn gedefinieerd in het Statuut van Rome en andere relevante internationaal gezaghebbende teksten.

## Hoofdvestiging

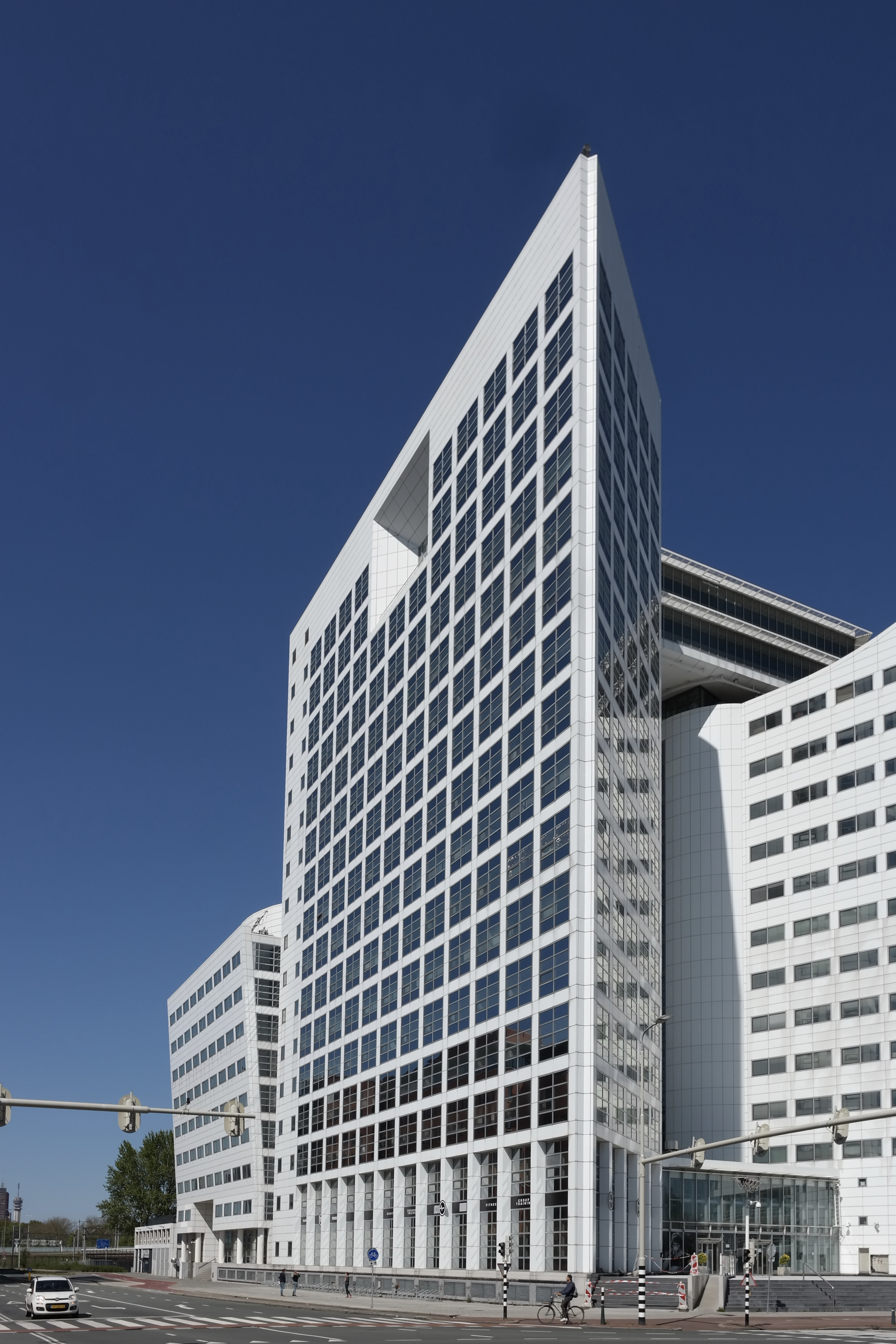
Het ICC zetelde tussen 2002 en 2015 in kantoorgebouw De Haagse Arc aan de Maanweg

Het Internationaal Strafhof zetelde vanaf de oprichting in 2002 tijdelijk in twee gebouwen aan de Maanweg in Den Haag in de wijk Binckhorst in een voormalig kantoor van KPN. In december 2007 besloten de lidstaten dat er een permanent hoofdkantoor moest worden gebouwd. In 2010 werd een ontwerp van de Deense architectengroep Schmidt Hammer Lassen uitgekozen. Vanaf april 2013 startte de bouw door een consortium van VolkerWessels. De bouw werd gefinancierd door de lidstaten en kostte rond 204 miljoen euro. Het is gevestigd aan de Oude Waalsdorperweg en werd geopend op 14 december 2015.
De Permanente Vertegenwoordiging (PV) van Nederland bij het ICC is ondergebracht bij Ministerie van Buitenlandse Zaken in Den Haag.

## Statuut van Rome
Op 17 juli 1998 werd in het kader van de Verenigde Naties het Statuut van Rome ondertekend, dat de basis legde voor de oprichting van het Internationaal Strafhof.
Het Statuut van Rome is van kracht geworden op 1 juli 2002.
De artikelen 5, 11 en 12 bevatten regels over de rechtsmacht van het Hof. Hierin worden regels gegeven omtrent de typen misdrijven die berecht mogen worden, vanaf wanneer en wie er mogen worden berecht door het Hof.
- Artikel 5 van het statuut bepaalt dat de rechtsmacht omvat het berechten van:
  - (a) genocide;
  - (b) misdrijven tegen de menselijkheid;
  - (c) oorlogsmisdrijven;
  - (d) het misdrijf van agressie.
- Artikel 11 van het statuut bepaalt dat het Hof uitsluitend jurisdictie heeft:
  - (1) over misdrijven gepleegd na inwerkingtreding van het verdrag op 1 juli 2002;
  - (2) indien een staat na die datum is toegetreden, vanaf die toetreding.
- Artikel 12 van het statuut bepaalt dat het hof zijn rechtsmacht alleen mag uitoefenen over:
  - (1) staten die partij zijn bij het statuut;
  - (2) indien het gaat om een vervolging op instigatie van een verwijzing door een andere staat, of ambtshalve door de aanklager:
    - (a) indien het misdrijf op het territorium van een verdragspartij is gepleegd, daaronder inbegrepen aan boord van een schip of een vliegtuig dat geregistreerd is in deze staat;
    - (b) indien de dader de nationaliteit van een verdragspartij heeft;

  - (3) indien een staat die geen partij is bij het strafhof een verklaring aflegt dat zij de rechtsmacht van het Hof accepteert.

### Agressie
Artikel 5 bepaalt verder dat de rechtsmacht over de misdaad agressie pas zal ingaan zodra overeenstemming is bereikt over een definitie van dit begrip en een daartoe strekkend amendement in het statuut is opgenomen. Volgens artikel 123 moet zeven jaar na het van kracht worden van het statuut een eerste "Herzieningsconferentie" bijeengeroepen worden, waar amendementen op het statuut behandeld kunnen worden. Deze Herzieningsconferentie is van 31 mei tot en met 11 juni 2010 gehouden in de Oegandese hoofdstad Kampala.
Op de conferentie is een akkoord bereikt over de definitie van "de misdaad agressie". Het aangenomen amendement bepaalt dat de (zeer uitvoerige) definitie van Resolutie 3314 van de VN-Algemene Vergadering zal gelden. Dit houdt onder meer in dat van agressie sprake is bij door een staat bedreven geweld zonder toestemming van de VN en zonder dat van zelfverdediging sprake is, en waarbij het Handvest van de Verenigde Naties "duidelijk" geschonden wordt. De aanklager kan, mits met machtiging van het Hof, zelf een onderzoek naar agressie instellen, dus zonder besluit van de Veiligheidsraad, maar de Veiligheidsraad heeft de bevoegdheid een dergelijk onderzoek een jaar lang op te schorten, een termijn die telkens met een jaar kan worden verlengd. De nieuwe bevoegdheid zal in 2017 van kracht worden, mits dan opnieuw door de Vergadering van Verdragsstaten goedgekeurd.

## Deelnemende staten

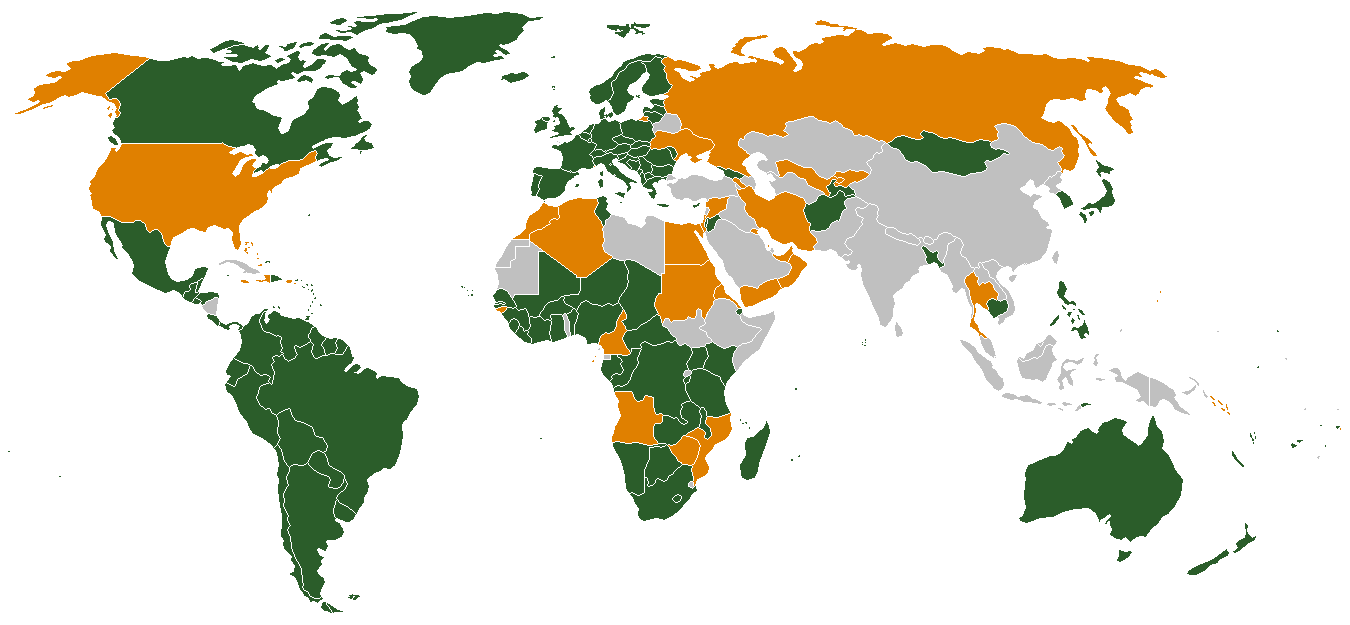
Deelnemende staten:
Donkergroen: verdragsstaten
Lichtgroen: staten die toegetreden zijn en waarvoor het statuut binnenkort van kracht wordt (momenteel geen)
Oranje: staten die het statuut ondertekend hebben maar tot nu toe geen verdragsstaat zijn geworden

Inmiddels hebben 124 landen, waaronder alle EU-lidstaten, het statuut geratificeerd of zijn anderszins tot het statuut toegetreden, waarmee zij "verdragsstaat" ("state party") van het Hof zijn geworden. België werd verdragsstaat op 28 juni 2000, Nederland op 17 juli 2001, Suriname op 15 juli 2008.
Landen die geen verdragsstaat zijn kunnen niettemin krachtens artikel 12, lid 3 van het Statuut van Rome de rechtsmacht van het Hof aanvaarden door een verklaring hiertoe te deponeren bij de griffier van het Hof.
- Ivoorkust deed dit in april 2003, maar is in maart 2013 ook als verdragsstaat toegetreden.
- De Palestijnse Autoriteit heeft een dergelijke verklaring gedeponeerd in januari 2009, maar op 3 april 2012 besloot de aanklager dat deze niet aanvaard kon worden omdat Palestina weliswaar als staat erkend was door meer dan 130 landen, maar als zodanig nog niet door de Verenigde Naties.[8] In november 2012 besloot de Algemene Vergadering van de VN Palestina te erkennen als "waarnemende staat niet-lid", hetgeen toetreding tot het Strafhof mogelijk maakte. Op 2 januari 2015 deponeerde Palestina de toetredingsdocumenten bij het Hof, waardoor het de 123e verdragsstaat werd.[9]
- Op 17 april 2014 is Oekraïne door een verklaring tot het Hof toegetreden; het deponeerde een verklaring dat het de rechtsmacht van het Hof erkent voor misdrijven in Oekraïne gepleegd in de woelige periode van 21 februari 2013 tot 22 februari 2014. Op 8 september 2015 volgde een tweede verklaring: Oekraïne erkende hierin de rechtsmacht van het Hof ook voor op zijn grondgebied gepleegde misdrijven sinds 20 februari 2014.[10]

Enkele tientallen landen hebben het statuut wel ondertekend maar (nog) niet geratificeerd, waaronder de Verenigde Staten, Rusland, Iran, Israël, Soedan en Zimbabwe. Het verdragsrecht verplicht staten die een verdrag getekend hebben "zich te onthouden van daden die de doelstelling van een verdrag met voeten treden". Drie van deze landen, namelijk de Verenigde Staten, Israël en Soedan, hebben echter hun handtekening onder het statuut herroepen, daarmee te kennen gevend dat zij voor hun land de uit het statuut voortvloeiende verplichtingen niet meer erkennen.

### Uittreding Afrikaanse staten
In oktober 2016 hebben drie Afrikaanse staten, namelijk Burundi, Zuid-Afrika en Gambia, aangekondigd zich uit het Strafhof terug te trekken. Burundi deed dit nadat de aanklager in april 2016 een verkennend onderzoek naar de gewelddaden in dit land had geopend, en nadat in september 2016 een VN-rapport regeringsfunctionarissen in dit land beschuldigde van marteling van en moord op politieke tegenstanders. Ook Gambia wordt beschuldigd van schendingen van mensenrechten; in juli 2016 zijn bijvoorbeeld 19 leden van de oppositie tot gevangenisstraf veroordeeld wegens deelneming aan een demonstratie zonder vergunning. Er wordt rekening mee gehouden dat meer Afrikaanse landen de uittredende staten zullen volgen.
Artikel 127 van het Statuut van Rome bepaalt dat verdragsstaten zich kunnen terugtrekken met een opzegtermijn van ten minste één jaar.

### Uittreding Rusland
In november 2016 trok president Vladimir Poetin per decreet de Russische ondertekening van het stichtingsverdrag van het Internationaal Strafhof in. Aanleiding hiervoor was het besluit van het Strafhof het conflict in Oost-Oekraïne te bestempelen tot een internationaal conflict tussen Rusland en Oekraïne. Rusland is ook geïrriteerd over een onderzoek van het Strafhof naar mogelijke oorlogsmisdaden door Russische troepen in Georgië in de Russisch-Georgische Oorlog in 2008. Volgens mensenrechtenorganisaties komen ook de Russische luchtbombardementen op Aleppo in Syrië neer op oorlogsmisdaden. In de praktijk verandert er niet veel, omdat Rusland het verdrag nooit heeft geratificeerd, waarmee het de rechtsmacht van het Strafhof ook nooit heeft geaccepteerd.

### Uittreding Filipijnen
In maart 2019 trok de Filipijnse president Duterte zijn land “per direct” terug uit het Strafhof. Eerder al had de president kritiek geuit op een vooronderzoek van de aanklagers van het Hof naar mogelijke buitengerechtelijke executies.

## Jubileum 2022
De officiële herdenking van de twintigste verjaardag van het Statuut van Rome vond plaats in het gebouw van het Strafhof te Den Haag op 1 juli 2022.

## Structuur
Het Internationaal Strafhof is een onafhankelijke organisatie die geen deel uitmaakt van de Verenigde Naties. De Vergadering van Staten (in het Engels: Assembly of State Parties) fungeert als toezichthouder en regulerend orgaan voor het Hof.
De organisatie van het Hof omvat: het Presidium; een Afdeling Beroep, een Afdeling Berechting en een Afdeling Vooronderzoek; het Parket van de Aanklager, en de Griffie.

### DeAssembly of States Parties
Alle staten die het Statuut hebben geratificeerd hebben een vertegenwoordiger in de Assembly of States Parties (ASP; Vergadering van lidstaten) en hebben één stem. Deze komt in de regel jaarlijks bijeen in de maand december, maar kan zo nodig ook vaker worden bijeengeroepen. Staten die het verdrag slechts ondertekend hebben kunnen de vergadering bijwonen als waarnemer. De ASP is het toezichthoudend en wetgevend orgaan van het Internationaal Strafhof. De ASP heeft verschillende bevoegdheden: ze beslist over de begroting van het Hof, verkiest de rechters en de aanklager en kan het statuut wijzigen. In haar taken wordt de ASP bijgestaan door het bureau. Het bureau bestaat uit een president, twee vicepresidenten en achttien leden die allen voor een termijn van drie jaar door de Vergadering worden verkozen. Naast het Bureau kan de ASP alle hulporganen instellen die het nodig denkt te hebben.
De eerste president van de ASP (van november 2002 tot november 2005) was Prins Zeid bin Ra'ad van Jordanië. Hij werd opgevolgd door Bruno Stagno Ugarte van Costa Rica die tot november 2008 zat. Daarna volgde Christian Wenaweser van Liechtenstein hem op tot december 2011, toen Tiina Intelmann, de vertegenwoordiger van Estland, president van deze vergadering werd. Zij werd in december 2014 opgevolgd door Sidiki Kaba van Senegal.
Anno 2021 is president van de ASP de Argentijnse diplomate en juriste Silvia Fernández de Gurmendi.

### Organen van het Hof
Het Hof heeft vier organen: het Presidium; een Afdeling Beroep, een Afdeling Berechting en een Afdeling Vooronderzoek; het Parket van de Aanklager, en de Griffie.
Het Presidium vormt het dagelijks bestuur van het Hof (met uitzondering van het Parket van de Aanklager). Het bestaat uit de president en de eerste en tweede vicepresident. Zij worden voor de duur van drie jaren gekozen door een meerderheid van de rechters en kunnen eenmaal herkozen worden.
De eerste president van het Hof was de Canadese rechter Philippe Kirsch (van 2003 tot 2009). Hij werd opgevolgd door de Zuid-Koreaan Sang-Hyun Song (2009-2015). Op 11 maart 2015 werd de Argentijnse diplomate en rechtsgeleerde Silvia Alejandra Fernández de Gurmendi de eerste vrouwelijke president van het Strafhof.

#### Rechterlijke afdelingen
Het Strafhof heeft achttien rechters, georganiseerd in drie rechterlijke afdelingen:
- een Afdeling Beroep;
- een Afdeling Berechting;
- een Afdeling Vooronderzoek.[20]

Binnen deze afdelingen worden kamers gevormd voor de uitoefening van de rechterlijke taken:
- in de Kamer van beroep zitten alle rechters uit de Afdeling Beroep (bestaande uit de president en vier andere rechters);
- elke Kamer van berechting bestaat uit drie rechters uit de Afdeling Berechting;
- De Kamer van vooronderzoek bestaat uit één of drie rechters uit de Afdeling Vooronderzoek.[21]

De rechters worden op voordracht van een Staat die partij is bij het statuut gekozen door de Vergadering van Staten. Zij dienen onderdaan van een verdragspartij te zijn en bestaan uit "personen van hoog zedelijk aanzien, die onpartijdig en integer zijn en de in hun respectieve Staten vereiste kwalificaties hebben voor benoeming tot de hoogste functies bij de rechterlijke macht." Er mogen geen twee rechters uit dezelfde staat tegelijk in het hof zitting nemen. De rechters worden normaliter voor een termijn van negen jaar benoemd en zijn niet herkiesbaar.

#### Parket van de Aanklager
De Aanklager is het hoofd van het Parket van de Aanklager. Hij wordt bijgestaan door een Substituut-Aanklager. Beide personen dienen "van hoog zedelijk aanzien te zijn, in hoge mate bekwaam op het gebied van en met uitgebreide praktische ervaring in de vervolging of de berechting in strafzaken". De aanklager wordt per absolute meerderheid door de Vergadering van Staten verkozen; de substituut-aanklager op eenzelfde wijze op voordracht van de aanklager. Zij worden in beginsel voor een termijn van negen jaar gekozen en zijn niet herkiesbaar.
De aanklager kan in drie gevallen een onderzoek openen "teneinde vast te stellen of een of meer specifieke personen in staat van beschuldiging dienen te worden gesteld":
- Een verdragsstaat kan een situatie waarover het Hof rechtsmacht heeft aangeven bij de aanklager;[n 1]
- De Veiligheidsraad van de Verenigde Naties kan krachtens hoofdstuk VII van het Handvest van de Verenigde Naties elke situatie bij de aanklager aangeven;
- De aanklager kan op eigen initiatief ('proprio motu') een vooronderzoek openen "op grond van informatie over misdrijven waarover het Hof rechtsmacht bezit".[27] Voor verder onderzoek heeft hij de goedkeuring van de Kamer van Vooronderzoek nodig.

De eerste aanklager was sinds 2003 de Argentijn Luis Moreno-Ocampo. Vanaf 15 juni 2012 werd deze functie vervuld door Fatou Bensouda uit Gambia, die voordien plaatsvervangend aanklager was, en in december 2011 door de Vergadering van Verdragsstaten tot opvolger van Moreno-Ocampo werd gekozen.
Op 12 februari 2021 werd de heer Karim Asad Ahmad Khan verkozen tot aanklager. Khan werd op 16 juni 2021 beëdigd en was adjunct-secretaris-generaal van de Verenigde Naties en diende als de eerste speciale adviseur en hoofd van het onderzoeksteam van de Verenigde Naties ter bevordering van de aansprakelijkheid voor misdaden gepleegd door Da'esh/ISIL in Irak (UNITAD) tussen 2018 en 2021. UNITAD was opgericht overeenkomstig resolutie 2379 (2017) van de Veiligheidsraad, ter bevordering van inspanningen om verantwoording af te leggen voor genocide, misdaden tegen de menselijkheid en oorlogsmisdaden gepleegd door Da'esh/ISIL.

#### De Griffie
De Griffie is verantwoordelijk voor de "niet-gerechtelijke aspecten van het dagelijks bestuur en de bediening van het Hof". Aan het hoofd van de Griffie staat de Griffier die zijn taken uitoefent onder het gezag van de president van het Hof. De Griffier dient, samen met de Substituut-Griffier, een persoon te zijn "van hoog zedelijk aanzien" en zij worden door de rechters bij meerderheid voor een termijn van vijf gekozen. De Griffie is verantwoordelijk voor de Afdeling voor Slachtoffers en Getuigen, waarbij het samen met het Parket moet zorgen voor de bescherming en veiligheid van slachtoffers en getuigen en aan hen zorg draagt voor het geven van advies en passende bijstand. Daarnaast draagt de Griffie zorg voor de verdediging (door middel van het beheer van de 'Office of Public Counsel for the Defence'), slachtoffers (naast de Afdeling voor Slachtoffers en Getuigen is de Griffie ook verantwoordelijk voor de 'Office of Public Counsel for Victims'), voorlichting en detentie (verdachten worden ondergebracht in het Penitentiair complex Scheveningen onder verantwoordelijkheid van de Griffie).

## Onderzoeken en vervolgingen

### Strafrechtelijke onderzoeken

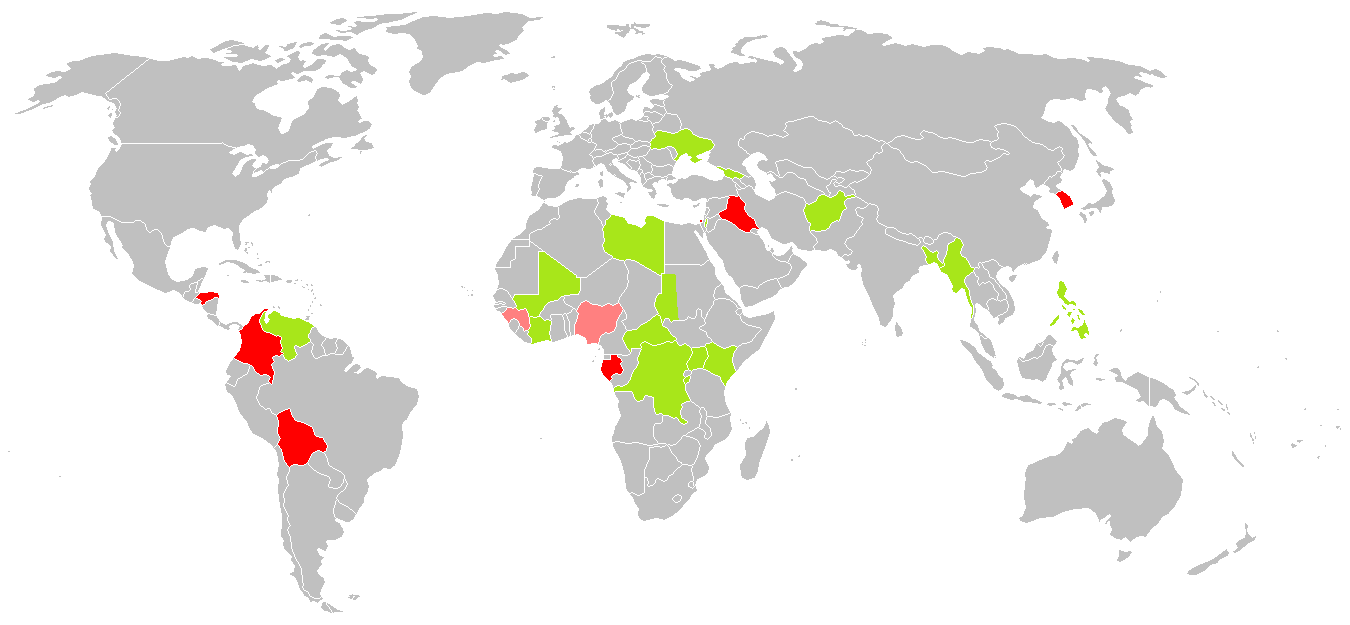
Ingestelde onderzoeken
Groen: Officiële strafrechtelijke onderzoeken (zie hiernaast)
Lichtrood: Lopende verkennende onderzoeken (Guinee, Nigeria)
Donkerrood: Afgesloten verkennende onderzoeken (Colombia, Comoren, Bolivia, Gabon, Honduras, Irak, Zuid-Korea)

Tot nu toe zijn tien strafrechtelijke onderzoeken ingesteld naar misdrijven in negen gebieden, waarvan acht in Afrika. Deze zijn (in chronologische volgorde):
- Oeganda
- DR Congo
- Centraal-Afrikaanse Republiek (twee onderzoeken naar twee verschillende perioden)
- Darfur (Soedan)
- Kenia
- Libië
- Ivoorkust
- Mali
- Georgië
- Burundi
- Myanmar/Bangladesh
- Afghanistan

De regeringen van Oeganda, Congo, de Centraal-Afrikaanse Republiek en Mali hebben zelf situaties in hun landen naar het Internationaal Strafhof verwezen, omdat hun eigen rechtsstelsel niet in staat is de noodzakelijke onderzoeken, vervolging en berechting af te wikkelen.
De situaties in de Soedanese regio Darfur en in Libië zijn naar het Strafhof verwezen door de Veiligheidsraad.
Met betrekking tot Kenia, Ivoorkust en Georgië heeft de aanklager op eigen initiatief een onderzoek ingesteld.

#### Georgië: eerste niet-Afrikaanse onderzoeksgebied
Op 27 januari 2016 viel voor het eerst het besluit een strafrechtelijk onderzoek te openen naar een gebied buiten Afrika. De Eerste Preliminaire Kamer machtigde de aanklager een onderzoek in te stellen naar oorlogsmisdaden en misdrijven tegen de menselijkheid die bedreven zouden zijn in Georgië in de regio Zuid-Ossetië in de periode tussen 1 juli en 10 oktober 2008, voor tijdens en na de Russisch-Georgische Oorlog. De aanklager had op haar eigen initiatief hierom verzocht op 13 oktober 2015.

### Verkennende onderzoeken
Behalve de situaties waar formele strafrechtelijke onderzoeken geopend zijn, zijn nog situaties in een aantal andere landen onderworpen aan "verkennend onderzoek", dat wil zeggen een procedure waarin informatie vergaard wordt op basis waarvan beslist kan worden of er een redelijke grond is om een strafrechtelijk onderzoek in te stellen.
Lopende verkennende onderzoeken betreffen deze staten:
- Colombia
- Guinee
- Irak/Verenigd Koninkrijk
- Nigeria
- Palestina
- Filipijnen
- Oekraïne
- Venezuela I
- Venezuela II

Verkennende onderzoeken aangaande Korea, de Comoren, Gabon en Honduras zijn afgesloten zonder dat een strafrechtelijk onderzoek geopend is. Met betrekking tot Palestina, tot Venezuela en met betrekking tot daden van het Verenigd Koninkrijk in Irak zijn verkennende onderzoeken eerst afgesloten, maar later heropend (zie hieronder).

#### Palestina
Op 22 januari 2009, kort na het conflict in de Gazastrook 2008-2009, bezocht de Palestijnse minister van Justitie Ali Khashan het Strafhof en deponeerde bij de griffier een formele verklaring namens de Palestijnse Nationale Autoriteit (PNA) waarin deze de rechtsmacht van het Internationaal Strafhof erkende. Het parket van de aanklager kondigde aan de hiermee samenhangende juridische vragen te zullen onderzoeken. Op 15 en 16 oktober 2009 werd het Hof bezocht door een delegatie van de Arabische Liga, die het standpunt ondersteunde dat de PNA onder de rechtsmacht van het Hof kan vallen.
Amnesty International deed op 7 maart 2011 een beroep op de Mensenrechtenraad van de Verenigde Naties om zich uit te spreken voor berechting door het Internationaal Strafhof van de tijdens deze oorlog in Gaza gepleegde misdrijven. Een petitie met 66.850 handtekeningen werd overhandigd. Amnesty verklaarde hierbij dat bij deze oorlog 1400 Palestijnen gedood waren, merendeels burgers, en dertien Israëliërs, onder wie drie burgers; verder dat het door de missie-Goldstone verrichte onderzoek wees op vermoedelijke oorlogsmisdaden gepleegd zowel door Israël als door Hamas, en dat zowel Israël als Hamas in gebreke waren gebleven hiernaar zelf onderzoek in te stellen op een wijze die aan internationale normen beantwoordt.
De aanklager besloot op 3 april 2012 dat de Palestijnse erkenning van het Strafhof nog niet aanvaard kon worden, zodat het verkennend onderzoek moest worden afgesloten (zie hierboven onder "Deelnemende staten"). Toen Palestina eenmaal verdragsstaat bij het Hof geworden was (2 januari 2015) besloot de aanklager op 16 januari 2015 opnieuw een verkennend onderzoek naar de situatie in Palestina in te stellen.
In 2016 heeft een juriste van de Palestijnse mensenrechtenorganisatie Al Haq, die het Strafhof voorziet van (bewijs)materiaal voor haar onderzoek naar mogelijke oorlogsmisdaden van Israël tijdens de Gaza-oorlog van 2014, aangifte gedaan van bedreigingen aan haar adres. (Zie ook: Hoofdstuk 7 van dit artikel: Belemmering van het Strafhof.)

##### Aanklager wil strafrechtelijk onderzoek
Op 20 december 2019 maakte de aanklager bekend dat zij het verkennend onderzoek inzake Palestina afgesloten had met de conclusie dat er inderdaad oorlogsmisdaden zijn begaan en worden begaan in de Gazastrook en op de Westelijke Jordaanoever met inbegrip van Oost-Jeruzalem. En dat aan alle criteria was voldaan om een strafrechtelijk onderzoek te openen.
Zij deelde mee dat zij de Eerste Preliminaire Kamer van het Hof gevraagd heeft zo snel mogelijk een uitspraak te doen over de vraag of het Hof voldoende rechtsmacht heeft in de Gazastrook en op de Westelijke Jordaanoever met inbegrip van Oost-Jeruzalem.
Israëls premier Benjamin Netanyahu noemde het aangekondigde onderzoek "ongegrond en schandelijk". Het hof heeft alleen jurisdictie in geval van (erkende) soevereine staten. Het gaat hier om misbruik van het Hof voor politieke doeleinden en om delegitimeren van de staat Israël. Hij zou het volop aanvechten.
Tot het aflopen van de daartoe gestelde termijn (vóór 2e kwartaal 2020) hebben verschillende landen: Duitsland, Australië, Oostenrijk, Brazilië, Tsjechië, Hongarije en Oeganda en verschillende groepen (bv de "Intellectum Scientific Society") aanvragen ingediend bij het Internationaal Strafhof met de vraag amicus curiae te worden, letterlijk een "vriend van het Hof", een die geen partij is in de zaak maar wel zijn mening wil geven. Australië was van mening dat het Internationaal Strafhof geen onderzoek in deze kan doen omdat Palestina geen internationaal erkende staat is. Het Bureau van de Aanklager had dit argument afgewezen op grond van het feit dat Australië tot nu toe het recht van Palestina partij voor het Hof te zijn nooit had aangevochten.
Op 20 mei 2024 verzocht openbaar aanklager Karim Khan het Hof om een aanhoudingsbevel tegen Yahya Sinwar, hoofd van Hamas, Mohammed Deif, commandant van de Al-Qassam Brigades, Ismail Haniya, hoofd van het Politiek Bureau van Hamas, en tegen Benjamin Netanyahu, eerste minister van Israël, en Yoav Gallant, minister van Defensie van Israël.
Net als in 2016 gebruikte de Israëlische regering tussen 2018 en 2024 allerlei buitengerechtelijke middelen inclusief spionage om een rechtszaak voor het Hof af te wenden, zo bleek uit Israëlisch journalistiek onderzoek, gepubliceerd door The Guardian. Aanklagers van het Hof overwogen een verzoek om een strafzaak te openen wegens de genoemde ondermijnende activiteiten.

#### Daden Noord-Korea jegens Zuid-Korea
Het verkennend onderzoek aangaande Korea werd aangekondigd op 6 december 2010 en betreft
1. de granaataanval op Yeonpyeong door Noord-Korea op 23 november 2010, waarbij vele Zuid-Koreaanse mariniers en burgers werden gedood of verwond, en
2. de torpedo-aanval op een Zuid-Koreaans oorlogsschip op 26 maart 2010, vermoedelijk vanaf een Noord-Koreaanse onderzeeër. Bij deze aanval kwamen 46 mensen om het leven.[45]

Op 23 juni 2014 maakte de aanklager bekend dat aan de criteria voor een strafrechtelijk onderzoek niet was voldaan. Zij acht niet voldoende bewijs aanwezig dat de aanval op Yeonpyeong opzettelijk op burgers was gericht, en ook de torpedo-aanval op het Zuid-Koreaanse oorlogsschip, volgens haar "een wettig militair doelwit", kan niet beschouwd worden als een oorlogsmisdaad in de zin van het Statuut van Rome.

#### De zaak-Oekraïne
De aanklager opende op 25 april 2014 een verkennend onderzoek naar de gebeurtenissen in Oekraïne in de periode van 21 november 2013 tot 22 februari 2014. Dit onderzoek werd mogelijk doordat Oekraïne op 17 april 2014 de rechtsmacht van het Hof voor deze periode erkende. Nadat Oekraïne op 8 september 2015 in een tweede verklaring ook de rechtsmacht van het Hof voor later gepleegde misdrijven erkend had, maakte de aanklager op 29 september bekend ook het verkennend onderzoek uit te breiden tot mogelijke latere misdrijven.
Aanklager Karim Khan spande in maart 2022 rechtszaken aan tegen Rusland wegens oorlogsmisdaden, misdaden tegen de menselijkheid en schending van het Verdrag inzake de voorkoming en de bestraffing van genocide. Wegens de uitzonderlijke situatie in Oekraïne werd echter door 39 lidstaten van het hof om spoed verzocht, opdat militairen en politici die oorlogsmisdrijven begaan ter verantwoording konden worden geroepen. Khan concludeerde op basis van dat vooronderzoek dat er reden was om aan te nemen dat er oorlogsmisdaden en misdaden tegen de menselijkheid waren gepleegd. De regering in Kiev verklaarde dat de rechtsmacht voor onbepaalde tijd werd verlengd. Het onderzoek was formeel niet tegen Rusland gericht, Khan opende ‘de zaak-Oekraïne’. Ook Oekraïense militairen en anderen die tegen de Russische troepen vechten, kunnen worden vervolgd wegens oorlogsmisdrijven. Politici die opdracht hebben gegeven tot misdrijven kunnen eveneens worden vervolgd, als hun verantwoordelijkheid kan worden bewezen.

#### Daden Verenigd Koninkrijk in Irak
In februari 2006 werd een verkennend onderzoek aangaande oorlogsmisdaden die het Verenigd Koninkrijk mogelijk gepleegd zou hebben in Irak, afgesloten met het besluit geen strafrechtelijk onderzoek te openen. Echter, op 13 mei 2014 besloot aanklager Fatou Bensouda dit verkennend onderzoek te heropenen, omdat veel nieuwe informatie was ontvangen over verantwoordelijkheid van Britse functionarissen voor mogelijke oorlogsmisdaden in Irak, met name stelselmatige mishandeling van gedetineerden in de periode 2003-2008. Irak en de Verenigde Staten zijn geen verdragsstaten, maar Groot-Brittannië wel, en het Strafhof heeft daardoor rechtsmacht over daden in Irak gepleegd door mensen met de Britse nationaliteit.

#### De Rohingya in Myanmar
Op 18 september 2018 opende de aanklager een verkennend onderzoek naar beweerde misdrijven jegens de Rohingya en hun verdrijving van Myanmar naar Bangladesh. De aanklager verklaarde sinds eind 2017 informatie te hebben ontvangen over daarbij gepleegde misdrijven. Myanmar is geen verdragsstaat bij het Strafhof, maar Bangladesh is dat wel. Eerder had de aanklager aan het Strafhof de vraag voorgelegd of het Strafhof in deze zaak rechtsmacht heeft. Op 6 september 2018 sprak de Eerste Preliminaire Kamer van het Hof uit dat deze gebeurtenissen inderdaad binnen de rechtsmacht van het Strafhof vallen voor zover zij zich afspelen op het grondgebied van Bangladesh.

#### Oost-Congo
In oktober 2024 maakte het Strafhof bekend eerdere onderzoeken naar misdaden tegen de menselijkheid en oorlogsmisdaden in Oost-Congo te willen heropstarten: “Wat we tot nu toe gedaan hebben is ontoereikend. Hoewel deze onderzoeken nooit officieel afgesloten werden, waren we niet meer echt actief in Congo.”

## Aangeklaagden

### Oeganda
In december 2003 werd Oeganda het eerste land dat een situatie naar het Internationaal Strafhof verwees. Het betrof de misdrijven gepleegd door de in Noord-Oeganda actieve guerrillaorganisatie "Verzetsleger van de Heer" (The Lord's Resistance Army, LRA). Op 29 juli 2004 maakte hoofdaanklager Moreno-Ocampo bekend dat hij een onderzoek zou openen.

#### Eerste arrestatiebevelen
Nadat het parket van de aanklager meer dan vijftig onderzoeksmissies naar Oeganda had uitgevoerd, werd op 14 oktober 2005 bekendgemaakt dat het Hof zijn eerste arrestatiebevelen had uitgevaardigd. Deze golden voor vijf prominente leden van het Verzetsleger, die allen werden beschuldigd van een groot aantal oorlogsmisdaden en misdaden tegen de mensheid. Dit waren:
- Joseph Kony, opperbevelhebber. In 2012 heeft de Afrikaanse Unie 5000 militairen ingezet om Kony op te sporen. Zij werden bijgestaan door Amerikaanse adviseurs. In maart 2014 werden ook nog 150 Amerikaanse commandotroepen gestuurd.
- Vincent Otti, de plaatsvervangend leider. Volgens mededelingen van het Verzetsleger is Otti in 2007 ter dood gebracht op bevel van Joseph Kony, maar zolang dit niet volledig vaststaat wordt de aanklacht tegen hem niet ingetrokken.
- Raska Lukwiya. De aanklacht tegen hem is in juli 2007 vervallen verklaard, omdat op grond van DNA-onderzoek onomstotelijk bewezen werd verklaard dat Lukwiya in augustus 2006 overleden is.
- Dominic Ongwen. Ongwen was als kindsoldaat gedwongen bij het Verzetsleger, maar wordt ervan verdacht ook als volwassene medeverantwoordelijk te zijn geweest voor veel massamoorden op burgers. In januari 2015 werd hij in de Centraal-Afrikaanse Republiek gearresteerd door Amerikaanse militairen.[55] Op 21 januari 2015 is hij naar het Strafhof overgebracht.
- Okot Odhiambo. Op 10 september 2015 heeft het Hof de aanklacht tegen Okot Odhiambo ingetrokken. Gemeld was dat hij in februari 2014 gedood is in een gevecht met het Oegandese leger. Na opgraving van zijn lichaam gaf DNA-onderzoek zekerheid dat het hier inderdaad om Odhiambo ging.[56]

De vijf arrestatiebevelen waren eerder verzegeld uitgevaardigd door de Tweede Preliminaire Kamer van het Hof.
In februari 2008 heeft de regering van Oeganda, in een poging tot een einde van de rebellie te komen, deelakkoorden met het Verzetsleger van de Heer gesloten die onder meer inhouden dat in Oeganda een Bijzonder Gerechtshof gevormd zou worden om de tijdens de rebellie gepleegde misdrijven zelf te berechten. Op grond hiervan verzocht Oeganda het Internationaal Strafhof de arrestatiebevelen in te trekken. Tot nu toe heeft de aanklager echter het Hof niet om intrekking van de arrestatiebevelen verzocht.

### Congo-Kinshasa
De regering van Congo-Kinshasa (Democratische Republiek Congo) verwees in maart 2004 de situatie in dit land naar het Internationaal Strafhof. Na Oeganda was Congo het tweede land dat deze stap zette.

#### Thomas Lubanga: eerste aan het Strafhof overgedragen verdachte
Op 17 maart 2006 is voor het eerst een aangeklaagde aan het Internationaal Strafhof overgedragen. Het was de Congolese rebellenleider Thomas Lubanga. Lubanga wordt beschouwd als de oprichter en aanvoerder van de "Unie van Congolese Patriotten" (Union des Patriotes Congolais, UPC), en is voormalig bevelhebber van de militaire vleugel daarvan, de "Patriottische Strijdkrachten voor de Bevrijding van Congo" (Forces Patriotiques pour la Libération du Congo, FPLC), een militie van de Hema-stam in het district Ituri in Congo-Kinshasa. Hij werd beschuldigd van het ronselen, in dienst nemen en in strijd inzetten van kindsoldaten. Lubanga zat al een jaar gevangen in Kinshasa en werd door de Congolese autoriteiten aan het Hof uitgeleverd.

##### Eerste proces
Op 26 januari 2009 begon het proces tegen Lubanga: het eerste proces van het Internationaal Strafhof. Het proces kende veel moeilijkheden. Tweemaal heeft het Hof de zaak stilgelegd en de vrijlating van Lubanga gelast wegens vormfouten door de aanklager. Dit betrof het gebruik van vertrouwelijke documenten en gegevens over tussenpersonen die volgens de regels van het Hof ter inzage hadden moeten worden gegeven aan de verdediging. De aanklager weigerde dit om het leven van de betrokkenen niet in gevaar te brengen. Beide keren werd de zaak in hoger beroep opgelost.

##### Eerste vonnis
Het Strafhof kwam tot zijn eerste vonnis op 14 maart 2012. Thomas Lubanga werd door de Eerste Strafkamer schuldig bevonden aan medepleging van het werven en inzetten van kindsoldaten. Op 13 juni 2012 sprak aanklager Moreno-Ocampo zijn eis voor de straf uit: hij verzocht het Hof Lubanga 30 jaar gevangenisstraf op te leggen. De strafoplegging volgde op 10 juli 2012. Het Hof legde Lubanga 14 jaar gevangenisstraf op, aanzienlijk minder dan de 30 jaar die de aanklager had gevraagd. Als motief hiervoor gaf het Hof dat Lubanga goed meegewerkt had en een respectvolle proceshouding getoond had. Een van de drie rechters van de Strafkamer, Elizabeth Odio Benito, sprak in een minderheidsstandpunt uit dat 15 jaar opgelegd had moeten worden.
Zowel Thomas Lubanga als de aanklager tekende tegen dit vonnis beroep aan. Op 1 december 2014 deed de Kamer van Beroep hierover uitspraak. Met een meerderheid van vier tegen één besloot de Kamer beide beroepen te verwerpen en het vonnis van de Strafkamer volledig te bevestigen. Hiermee werd Thomas Lubanga definitief schuldig bevonden aan het ronselen, in dienst nemen en in strijd inzetten van kindsoldaten, en definitief tot 14 jaar gevangenisstraf veroordeeld. De aanklager, mw. Fatou Bensouda, gaf de volgende dag een verklaring uit waarin zij uitsprak dat de betekenis van deze strafzaak voor miljoenen kinderen op de wereld nauwelijks overschat kan worden omdat een misdaad tegen een kind een misdaad tegen heel de mensheid is. Lubanga is op 19 december 2015 overgebracht naar een gevangenis in Congo om zijn straf uit te zitten.

#### Germain Katanga
Op 17 oktober 2007 werd voor de tweede keer een verdachte aan het Strafhof overgedragen. Germain Katanga werd door de Congolese autoriteiten uitgeleverd. Katanga, ook bekend als "Simba", was commandant van de Congolese rebellengroepering "Patriottische Verzetsmacht in Itoeri" (Force de Résistance Patriotique en Ituri, FRPI). Hij werd ervan beschuldigd dat hij een hoofdrol gespeeld had in het beramen en uitvoeren van de zeer gewelddadige aanval op het dorp Bogoro in het district Itoeri in februari 2003, waarbij ongeveer 200 burgers vermoord werden. Deze aanval wordt beschouwd als een onderdeel van een "stelselmatige en massale aanval" op de burgerbevolking in delen van Itoeri, voornamelijk van de Hema-stam, uitgevoerd tussen januari en maart 2003.
Katanga werd in beschuldiging gesteld wegens zes oorlogsmisdaden en drie misdaden tegen de mensheid. Onder andere moord, vrouwen onderwerpen aan seksuele slavernij, en het inzetten van kinderen bij oorlogshandelingen. Zijn proces, gecombineerd met dat tegen een andere militieleider, Mathieu Ngudjolo Chui, (zie hieronder) begon op 24 november 2009.

##### Vonnis
De Tweede Strafkamer bevond Germain Katanga op 7 maart 2014 schuldig, als medeplichtige, aan één misdaad tegen de menselijkheid (moord) en aan vier oorlogsmisdaden (moord, aanvallen op een burgerbevolking, vernieling van eigendommen en plundering), gepleegd op 24 februari 2003 tijdens de aanval op het dorp Bogoro. Van twee andere aanklachten (seksuele slavernij en het inzetten van kinderen) werd hij vrijgesproken. Dezelfde Kamer legde Katanga op 23 mei 2014 12 jaar gevangenisstraf op, te rekenen vanaf het begin van zijn detentie op 18 september 2007. Zowel verdediger als aanklager zagen af van hoger beroep, zodat dit vonnis onherroepelijk werd.
Op 13 november 2015 bezag de Kamer van Beroep dit vonnis opnieuw, aangezien artikel 110 van het Statuut bepaalt dat als twee derde van een opgelegde straf verstreken is, het Hof moet bezien of een straf verminderd moet worden. De Kamer besloot de straf te verminderen met drie jaar en acht maanden en bepaalde de einddatum op 18 januari 2016. Katanga is op 19 december 2015 overgebracht naar een gevangenis in Congo om het restant van zijn straf uit te zitten.

#### Mathieu Ngudjolo Chui
De derde aangeklaagde is aan het Hof overgedragen op 7 februari 2008. Dit was de Congolese rebellenleider Mathieu Ngudjolo Chui, voormalig leider van het "Nationalistisch en Integrationistisch Front" (Front des Nationalistes et Intégrationnistes, FNI). Dit Front zou met de FRPI van Germain Katanga hebben samengewerkt bij bovengenoemde gewelddadige aanval in februari 2003 op het dorp Bogoro in het district Itoeri, waarbij 200 burgers werden vermoord. Ngudjolo werd beschuldigd van moord, mishandeling, bedreiging, inzet van kindsoldaten, seksueel geweld en plundering. In Bogoro woonden voornamelijk leden van de Hema-stam. De rechtszaak tegen Ngudjolo is samengevoegd met die tegen Germain Katanga (zie hierboven) en begon op 24 november 2009.

##### Vrijgesproken
Op 18 december 2012 heeft de Tweede Strafkamer Ngudjolo vrijgesproken van de tegen hem uitgebrachte aanklachten en zijn onmiddellijke invrijheidsstelling gelast. Die vrijlating volgde op 21 december 2012. De aanklager ging hiertegen in beroep, maar op 27 februari 2015 bevestigde de Kamer van Beroep bij meerderheid de vrijspraak.

#### Bosco Ntaganda
Op 28 april 2008 werd een arrestatiebevel openbaar gemaakt tegen de Congolese Tutsi-rebellenleider, Bosco Ntaganda, ook bekend als "de Terminator". Het arrestatiebevel was al in augustus 2006 uitgevaardigd, maar werd aanvankelijk onder zegel gehouden. Ntaganda was enige tijd plaatsvervangend bevelhebber van de door Thomas Lubanga opgerichte FPLC (zie hierboven), maar hij werd later stafchef van het "Nationaal Congres voor de Verdediging van het Volk" (Congrès National pour la Défense du Peuple, CNDP). Dit CNDP was een uit Tutsi bestaande militie in de provincie Noord-Kivoe, geleid door de Tutsi-krijgsheer Laurent Nkunda. Ntaganda werd beschuldigd van drie oorlogsmisdaden: de werving, de inlijving en de inzet van kindsoldaten.
Op 23 maart 2009, nadat CNDP-leider Nkunda in Rwanda gearresteerd was, sloot de Congolese regering een akkoord met het CNDP. Deze groepering werd opgenomen in het Congolese leger, en Ntaganda werd in dit leger generaal, ondanks het arrestatiebevel door het Strafhof. De Congolese president Joseph Kabila motiveerde dit met: "Wij willen nu vrede. In Congo moet vrede vóór berechting gaan."
In het voorjaar van 2012 kwam het weer tot een breuk. Met de rebellengroep M23-beweging kwam Ntaganda weer in opstand tegen de regering. Congo, de VN en Human Rights Watch beschuldigden Rwanda ervan deze muiterij te steunen. Op 11 april 2012 gelastte president Kabila Ntaganda`s arrestatie. De Tweede Preliminaire Kamer van het Hof bracht op 13 juli 2012 een tweede arrestatiebevel tegen hem uit; hij werd nu ook beschuldigd van drie misdaden tegen de menselijkheid: moord, verkrachting en seksuele slavernij, en vervolging.
Binnen M23 braken weldra interne conflicten uit. De verblijfplaats van Ntaganda was geruime tijd onduidelijk, maar op 18 maart 2013 bleek hij in Rwanda te zijn. Daar meldde hij zich bij de ambassade van de Verenigde Staten en deed hij zelf het verzoek overgedragen te worden aan het Internationaal Strafhof. Met medewerking van de regering van Rwanda werd hij naar Den Haag overgebracht, waar hij arriveerde in de nacht van 22 op 23 maart 2013. Het proces in deze zaak begon op 2 september 2015 voor de Zesde Strafkamer.
Op 7 november 2019 werd Ntaganda door het Internationaal Strafhof veroordeeld tot een gevangenisstraf van 30 jaar. Dit was de zwaarste straf die het Hof tot dusver in zijn bestaan had uitgesproken en betrof tevens de eerste veroordeling voor seksuele slavernij.

#### Callixte Mbarushimana
In Parijs is op 11 oktober 2010 de Rwandese Hutu-rebellenleider Callixte Mbarushimana gearresteerd, een leider van de Democratische Strijdkrachten voor de Bevrijding van Rwanda (Forces Démocratiques de Libération du Rwanda, FDLR). Op 28 september had het Hof een verzegeld arrestatiebevel tegen hem uitgevaardigd. De FDLR is een groepering van Rwandese Hutu die na de Rwandese Genocide van 1994 naar Congo vluchtten, en van daaruit zowel het Rwandese als het Congolese leger bevechten. Volgens de aanklager heeft de FDLR zich daarbij schuldig gemaakt aan "gruwelijke misdaden tegen de burgerbevolking".
Callixte Mbarushimana werd door de aanklager medeverantwoordelijk gehouden voor een plan om door aanvallen op de burgerbevolking in de provincies Noord-Kivoe en Zuid-Kivoe "een humanitaire ramp" te veroorzaken om aldus politieke concessies af te dwingen. Alleen al in 2009 werden meer dan 15.000 gevallen van seksueel geweld gemeld. Mbarushimana werd onder meer beschuldigd van moord, marteling, verkrachting, aanvallen op burgers en vernieling van eigendom. Zijn arrestatie was de vrucht van bijna twee jaar onderzoek in onderlinge samenwerking van Frankrijk, Duitsland, Congo, Rwanda en het Strafhof. Zelfs Rwanda, dat vijandig staat tegenover het Strafhof, omdat het meent dat dit hof eenzijdig arme Afrikaanse landen aanpakt, feliciteerde het Strafhof met deze arrestatie en zegde medewerking toe voor de berechting van Mbarushimana.

##### Ook verdacht van betrokkenheid bij genocide 1994
Tijdens de Rwandese Genocide van 1994 werkte Mbarushimana bij een VN-kantoor in de Rwandese hoofdstad Kigali. Overlevenden beschuldigden hem van betrokkenheid bij de moord op tientallen Tutsi, onder wie VN-collega's. De aanklager van het Rwanda-tribunaal vervolgde hem hiervoor niet, maar de justitie van Rwanda klaagde hem wel aan. Nadat Mbarushimana zich in Frankrijk gevestigd had, begon een daar gevestigde organisatie van Rwandese vluchtelingen in 2008 een procedure om hem in Frankrijk vervolgd te krijgen.
Op 3 november 2010 keurde een Hof van Beroep in Parijs de uitlevering aan het Strafhof goed, met als voorwaarde dat Mbarushimana nooit uitgeleverd zou worden aan Rwanda, waar hij vreesde geen eerlijk proces te krijgen. Op 21 december 2010 stelde een Franse rechter-commissaris echter Mbarushimana alsnog in beschuldiging voor zijn aandeel in de genocide. Het Internationaal Strafhof kan deze daden niet berechten, aangezien zijn rechtsmacht beperkt is tot feiten gepleegd na 1 juli 2002.
Op 4 januari 2011 bepaalde de hoogste gerechtelijke instantie in Frankrijk dat Mbarushimana uitgeleverd kon worden aan het Internationaal Strafhof. Hij is op 25 januari 2011 naar Den Haag overgebracht, waar hij de vijfde gedetineerde aangeklaagde werd, en de eerste niet-Congolees. Aanklager Moreno-Ocampo verklaarde dat de door Mbarushimana geleide FDLR de oorlogen in Congo ontketend heeft en jarenlang terreur heeft uitgeoefend in Oost-Congo, en dat bijna een generatie lang vele vrouwen het slachtoffer waren van meedogenloos seksueel geweld.

##### Aanklachten niet bevestigd, in vrijheid gesteld
Met een meerderheid van twee tegen één weigerde de Eerste Preliminaire Kamer op 16 december 2011 de aanklachten tegen Mbarushimana te bevestigen. De Kamer achtte aannemelijk dat er in Noord- en Zuid-Kivoe oorlogsmisdaden zijn gepleegd door de FDLR, maar twee van de drie rechters achtten onvoldoende bewijs aanwezig dat Mbarushimana tot deze misdrijven bijgedragen heeft. De Kamer gelastte zijn vrijlating. Het beroep van de aanklager tegen de onmiddellijke vrijlating werd afgewezen, en op 23 december 2011 werd Mbarushimana in vrijheid gesteld. Op zijn verzoek gebeurde dit op Frans grondgebied. Het was de eerste keer dat een door het Hof gedetineerde vrijgelaten werd. De Kamer van Beroep verwierp op 30 mei 2012 ook het beroep van de aanklager tegen de beslissing om Mbarushimana niet verder te vervolgen.

#### Sylvestre Mudacumura
De Tweede Preliminaire Kamer gaf op 13 juli 2012 een arrestatiebevel uit tegen de Rwandese Hutu-rebellenleider Sylvestre Mudacumura, een militaire commandant van de in Congo opererende Hutu-militie FDLR (zie ook hierboven bij Mbarushimana). De kamer sprak uit dat Mudacumura werd verdacht van negen categorieën oorlogsmisdaden: aanvallen op burgers, moord, verminking, wrede behandeling, verkrachting, marteling, vernieling van eigendom, plundering en vergrijpen tegen de persoonlijke waardigheid. De misdrijven zouden gepleegd zijn in 2009 en 2010 in de Congolese provincies Noord- en Zuid-Kivoe. Eerder was een op 14 mei 2012 door de aanklager ingediend verzoek om een arrestatiebevel afgewezen door het Hof. Een beter onderbouwd en meer gedetailleerd nieuw verzoek werd nu ingewilligd.

### Centraal-Afrikaanse Republiek
In december 2004 werd de Centraal-Afrikaanse Republiek het derde land dat op zijn grondgebied gepleegde misdrijven naar het Internationaal Strafhof verwees. Dit betreft voornamelijk een golf van geweld en misdaad tijdens gewapende conflicten tussen regering en rebellen in 2002 en 2003. Hierbij was sprake van moord op burgers en plundering, maar vooral van vele honderden gevallen van verkrachting. Op 22 mei 2007 maakte de hoofdaanklager bekend dat hij een onderzoek naar in dit land gepleegde misdrijven opende. Het Hof van Cassatie van de Centraal-Afrikaanse Republiek had inmiddels bevestigd dat het rechtsstelsel van dit land niet in staat is alle misdrijven zelf te onderzoeken en te berechten.

#### Bemba

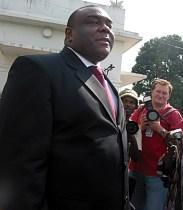
Jean-Pierre Bemba (2006)

Op 3 juli 2008 is de eerste verdachte aan het Strafhof overgedragen die beschuldigd wordt van in dit land gepleegde misdrijven. Het is de vroegere Congolese vicepresident Jean-Pierre Bemba, die ervan verdacht wordt misdaden tegen de menselijkheid en oorlogsmisdaden gepleegd te hebben toen hij in 2002 met de door hem geleide "Congolese Bevrijdingsbeweging" (Mouvement de Libération du Congo, MLC) intervenieerde in een burgeroorlog in de Centraal-Afrikaanse Republiek. Volgens de aanklager gebruikten zijn strijders daarbij massale verkrachtingen als strijdmiddel. Bemba was Congo later ontvlucht en werd in België gearresteerd op 24 mei 2008 nadat het Strafhof de dag daarvoor een arrestatiebevel tegen hem uitgevaardigd had.
Op 15 juni 2009 sprak het Hof uit dat er "substantiële redenen" waren voor een proces tegen Bemba. Op 14 augustus werd besloten dat Bemba in afwachting van zijn berechting in vrijheid zou moeten worden gesteld, tegen welk besluit aanklager Moreno-Ocampo echter onmiddellijk beroep aantekende. De Kamer van Beroep van het Hof maakte vervolgens op 2 december 2009 het besluit tot zijn vrijlating ongedaan, gezien het risico dat hij zich aan berechting zou onttrekken.
Het proces tegen Jean-Pierre Bemba begon op 22 november 2010. Dit was de eerste keer dat voor het Strafhof verkrachting centraal staat als misdaad tegen de menselijkheid.

##### Vonnis in eerste aanleg
De Derde Strafkamer oordeelde Jean Pierre Bemba op 21 maart 2016 eenstemmig op twee punten schuldig aan misdaden tegen de menselijkheid (moord en verkrachting) en op drie punten aan oorlogsmisdaden (moord, verkrachting en plundering). De Kamer achtte bewezen dat deze misdrijven gepleegd zijn in de periode van ongeveer 26 oktober 2002 tot 15 maart 2003 door een contingent van de "Congolese Bevrijdingsbeweging", en dat Bemba handelde als haar militair commandant, met effectief gezag over de strijdkrachten die de misdrijven begingen. In de door hen beheerste gebieden hebben de mannen van Bemba de wijken stelselmatig geplunderd en duizenden vrouwen verkracht. De opgelegde straf werd bekendgemaakt op 21 juni 2016: Voor de vijf genoemde misdrijven kreeg Bemba in totaal 18 jaar gevangenisstraf, met aftrek van de tijd die hij in voorlopige hechtenis doorgebracht heeft. De Kamer sprak uit dat er geen verzachtende omstandigheden gebleken waren.

##### Hoger beroep
In juni 2018 werd Bemba in hoger beroep vanwege gebrek aan bewijs door het Internationaal Strafhof vrijgesproken voor oorlogsmisdaden en misdaden tegen de menselijkheid in de Centraal-Afrikaanse Republiek. Het hof verwees de zaak terug naar de Trials Chamber.

##### Tweede vonnis
Op 17 september 2018 veroordeelde Trial Chamber VII Bemba tot een jaar gevangenisstraf en een boete van EUR 300,000.

#### Tweede onderzoek CAR: misdrijven sinds 2012
Eind 2012 brak in de Centraal-Afrikaanse Republiek een nieuwe burgeroorlog uit, die na enige tijd leidde tot langdurige wederzijdse moordpartijen tussen christenen en moslims. Op 7 februari 2014 besloot de aanklager een nieuw verkennend onderzoek te openen wegens de nieuwe massale gewelddadigheden in dit land sinds september 2012. De aanklager had vele gedetailleerde aangiften ontvangen van honderden gevallen van moord, verkrachting en seksuele slavernij, vernietiging van eigendom, marteling, verdrijving en ronseling van kindsoldaten. Op 24 september 2014 volgde de beslissing dat een tweede strafrechtelijk onderzoek geopend werd, deze keer naar vermoedelijke misdrijven gepleegd sinds 2012.

### Soedan
Op 31 maart 2005 nam de Veiligheidsraad resolutie 1593 aan, waarin werd besloten ernstige schendingen van de rechten van de mens in de Soedanese regio Darfur naar het Internationaal Strafhof te verwijzen. De Verenigde Staten stemden, ondanks hun bezwaren tegen het Strafhof, niet tegen, maar onthielden zich van stemming, in ruil voor garanties dat geen in Darfur werkende Amerikanen vervolgd zouden kunnen worden. Op 5 april 2005 zond VN-secretaris-generaal Kofi Annan het Strafhof een verzegelde lijst met de namen van 51 verdachten van in Darfur gepleegde oorlogsmisdaden. Deze lijst was opgesteld door een onafhankelijke commissie die sinds 2004 op last van de Veiligheidsraad de in Darfur gepleegde misdrijven onderzocht had.

#### Haroen en Abd-Al-Rahman
Op 27 februari 2007 maakte de hoofdaanklager de namen bekend van de eerste twee verdachten die hij wilde vervolgen wegens in Darfur gepleegde misdrijven. Het betrof:
- Ahmad Muhammad Haroen, voormalig staatssecretaris van Binnenlandse Zaken;
- Ali Muhammad Ali Abd-Al-Rahman (ook bekend als Ali Kushayb), een leider van de Janjaweed-militie.

Beiden zouden met steun van het Soedanese leger etnische zuivering in Darfur bedreven hebben. De aanklager beschuldigde beiden van minstens twintig misdaden tegen de menselijkheid en meer dan twintig oorlogsmisdaden. Op 27 april 2007 heeft de Eerste Preliminaire Kamer van het Hof arrestatiebevelen tegen hen uitgevaardigd.

#### President al-Bashir aangeklaagd

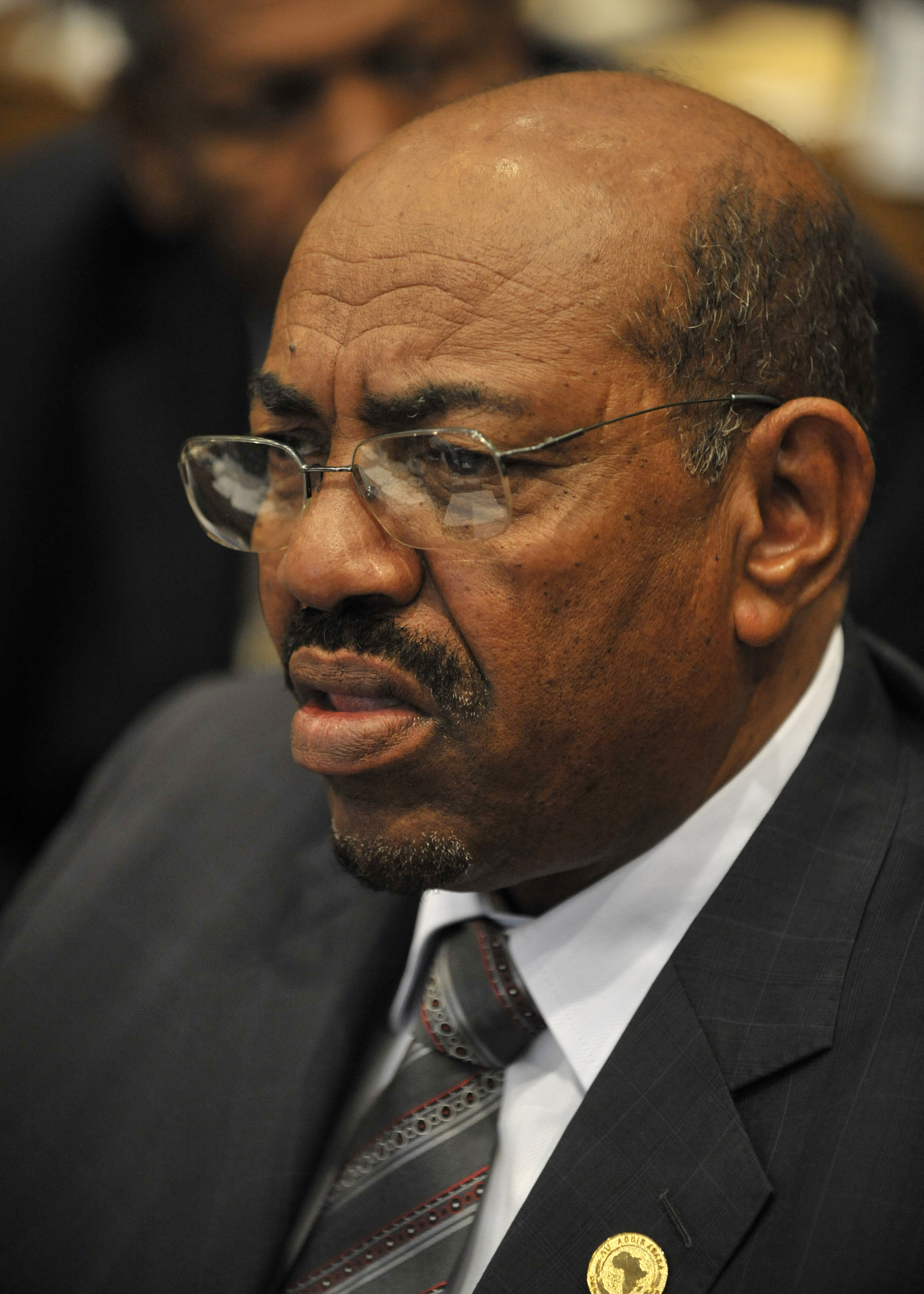
Omar al-Bashir

Op 14 juli 2008 diende de hoofdaanklager een aanklacht in tegen de president van Soedan, generaal Omar al-Bashir. Volgens deze aanklacht was al-Bashir verantwoordelijk voor genocide, oorlogsmisdaden en misdaden tegen de mensheid, gepleegd in Darfur door Arabische milities met steun van het Soedanese leger. Op 4 maart 2009 volgde een arrestatiebevel tegen hem, uitgevaardigd door de Eerste Preliminaire Kamer. Deze Kamer sprak hierin uit dat er redelijke gronden zijn om aan te nemen dat al-Bashir strafrechtelijk verantwoordelijk is voor oorlogsmisdaden en misdaden tegen de mensheid. De Kamer wees echter de aanvraag van de aanklager af voor wat betreft het misdrijf genocide.
De regering van Soedan reageerde furieus op het arrestatiebevel en wees onmiddellijk tien buitenlandse hulporganisaties uit, die voornamelijk in Darfur werkzaam waren. Soedan erkent het Strafhof niet en veroordeelt de aanklacht. De Afrikaanse Unie wees de aanklacht af en ook veel Afrikaanse lidstaten die het Hof erkennen weigerden Bashir te boycotten of aan te houden.

##### Tweede arrestatiebevel: ook genocide
Op 6 juli 2009 diende de aanklager een beroep in tegen de weigering om genocide in het arrestatiebevel op te nemen. De Kamer van Beroep stelde op 3 februari 2010 de aanklager hierbij in het gelijk, en droeg de Preliminaire Kamer op de zaak opnieuw te bezien, en daarbij een andere bewijsnorm te hanteren. Op 12 juli 2010 gaf de Eerste Preliminaire Kamer hieraan gevolg, en vaardigde een tweede arrestatiebevel tegen al-Bashir uit. Hierin wordt al-Bashir alsnog beschuldigd van genocide bedreven jegens drie etnische groepen in Darfur.
Op 28 mei 2010 heeft het Strafhof bij de Veiligheidsraad aangifte gedaan dat Soedan weigert de in beschuldiging gestelden te arresteren en hun in plaats daarvan bescherming biedt. Deze formele aangifte wordt gezien als een poging om de internationale druk op Soedan op te voeren.

#### Rebellenleiders melden zich vrijwillig

##### Aboe Garda
Op 17 mei 2009 meldde voor het eerst een verdachte zich vrijwillig bij het Internationaal Strafhof. Het was Bahr Idriss Aboe Garda, leider van het "Verenigd Verzetsfront" (United Resistance Front, URF) een rebellengroep in Darfur. Hij wordt onder meer beschuldigd van medeverantwoordelijkheid voor de aanval op de vredesmissie van de Afrikaanse Unie in Haskanita (Noord-Darfur) op 29 september 2007. Hierbij werden twaalf militairen gedood en acht gewond. Aboe Garda ontkende de beschuldiging, maar meldde zich vrijwillig, met als motivering dat "iedere leider moet meewerken met de justitie en zich aan de wet moet houden". Er was een dagvaarding tegen hem uitgebracht, maar geen arrestatiebevel. Hij mocht het verdere verloop in vrijheid afwachten.

###### Niet in vervolging gesteld
Op 8 februari 2010 besliste echter de Eerste Preliminaire Kamer Aboe Garda niet in vervolging te stellen, omdat er onvoldoende bewijs aanwezig werd geacht dat Aboe Garda aan de aanval in Haskanita deelgenomen heeft. Op 23 april 2010 wees de Eerste Preliminaire Kamer ook het verzoek van de aanklager af om tegen deze beslissing in beroep te mogen gaan. Volgens het Statuut van Rome is voor een dergelijke gang naar de Kamer van Beroep het fiat van de Preliminaire Kamer nodig. Alleen als de aanklager meer bewijsmateriaal over kon leggen zou hij opnieuw om vervolging kunnen vragen.

##### Banda en Jerbo
Op 16 juni 2010 meldden zich nog twee rebellenleiders vrijwillig om voor het Hof te verschijnen:
- Abdallah Banda Abakaer Nourain (Banda);
- Saleh Mohammed Jerbo Jamus (Jerbo).

Deze twee leiders van splintergroeperingen werden door de aanklager ervan verdacht ook verantwoordelijkheid te dragen voor bovengenoemde aanval op de vredesmissie van de Afrikaanse Unie in Haskanita op 29 september 2007. Aanklager Moreno-Ocampo verklaarde dat dit de bekroning was van maandenlange inspanningen om hun medewerking te verkrijgen. Op 17 juni verschenen zij voor de Eerste Preliminaire Kamer, die besliste dat er redelijke gronden voor strafvervolging waren. Dezelfde Kamer nam op 7 maart 2011 de beslissing de aanklachten tegen Banda en Jerbo te bevestigen en hen naar een terechtzitting te verwijzen. Uitgesproken werd dat zij terecht moesten staan voor drie oorlogsmisdaden: geweld tegen het leven gericht, aanvallen op medewerkers en materieel van een vredesmissie en plundering.

#### Minister van Defensie Hoessein
De aanklager verzocht op 2 december 2011 om een arrestatiebevel tegen de Soedanese minister van Defensie Abdelrahim Mohamed Hoessein. De aanklager stelde dat Hoessein in 2007, toen hij minister van Binnenlandse Zaken was, behoorde tot hen die de zwaarste strafrechtelijke verantwoordelijkheid droegen voor dezelfde misdaden waarvoor al in 2007 bovengenoemde Ahmad Haroen en Ali Abd-Al-Rahman zijn aangeklaagd. Volgens de aanklager werkte staatssecretaris Haroen onder de verantwoordelijkheid van minister Hoessein, en speelde Hoessein een centrale rol bij het coördineren van de misdrijven in Darfur. Hierbij werden bevolkingscentra door de luchtmacht gebombardeerd, en de Janjaweed-militie pleegde massale moorden, verkrachtingen en plunderingen, waarbij 4 miljoen inwoners ontheemd raakten. Volgens de aanklager was de arrestatie van minister Hoessein noodzakelijk om hem te beletten zijn misdrijven voort te zetten. De Eerste Preliminaire Kamer vaardigde op 1 maart 2012 het arrestatiebevel uit. De Kamer sprak uit dat er redelijke gronden zijn om aan te nemen dat minister Hoessein strafrechtelijk verantwoordelijk is voor 20 misdaden tegen de menselijkheid en 21 oorlogsmisdaden.

### Kenia
Aanklager Moreno-Ocampo wees op 30 september 2009 Kenia aan als het eerste land met betrekking waartoe hij een onderzoek op eigen initiatief wilde instellen. Doel hiervan was te komen tot vervolging van de hoofdverantwoordelijken voor het verkiezingsgeweld van begin 2008 in dit land. Bij dit wekenlange geweld, in hoge mate een stammenstrijd, kwamen naar schatting 1300 tot 1500 mensen om het leven, van wie een derde door politiekogels. Honderdduizenden raakten ontheemd. Voormalig VN-secretaris-generaal Kofi Annan, die vergeefs getracht had Kenia te bewegen de schuldigen zelf te vervolgen, overhandigde in juli 2009 een verzegelde lijst met de namen van een aantal hoofdverdachten aan de aanklager. Op 31 maart 2010 machtigde de Tweede Preliminaire Kamer van het Hof de aanklager inderdaad tot dit onderzoek over te gaan. In de beslissing werd uitgesproken dat er redelijke gronden zijn om aan te nemen dat in Kenia misdaden tegen de menselijkheid zijn gepleegd.

#### Zes verdachten aangewezen
Op 15 december 2010 verzocht de hoofdaanklager het Strafhof dagvaardingen uit te brengen tegen zes verdachten, onder wie vier ministers. Het betrof drie vooraanstaande personen uit de aanhang van president Mwai Kibaki en drie prominente medestanders van minister-president Raila Odinga, die bij de presidentsverkiezingen van december 2007 tegenkandidaat was tegen Kibaki. De drie door de aanklager aangewezen partijgenoten van premier Odinga (later aangeduid als "Zaak 1") waren:
- de (wegens verdenking van corruptie geschorste) minister van Onderwijs William Ruto;
- de minister van Industrialisatie Henry Kosgey (op 4 januari 2011 afgetreden wegens verdenking van corruptie)[116];
- radiojournalist Joshua Arap Sang.

De als verdachten aangewezen medestanders van president Kibaki (later aangeduid als "Zaak 2") waren:
- Kenia's vicepremier en minister van Financiën Uhuru Kenyatta;
- de secretaris van het kabinet, Francis Muthaura;
- het voormalige hoofd van de politie Mohamed Hussein Ali.

De aanklager beschuldigde al deze verdachten van misdaden tegen de menselijkheid, bestaande uit moord, deportatie, vervolging, marteling en verkrachting.
Volgens opiniepeilingen in Kenia juichte een grote meerderheid van de bevolking berechting door het Internationaal Strafhof toe, aangezien de rechtspraak in het eigen land niet vertrouwd wordt. In de Keniase politiek was de bezorgdheid over de vervolgingen echter zo groot dat het parlement op 22 december 2010 een motie aannam voor opzegging van de samenwerking met het Strafhof en voor berechting in Kenia zelf van de gewelddaden. Parlementariërs noemden het Strafhof "koloniaal", omdat het alleen mensen uit voormalige Afrikaanse koloniën vervolgt. Minister van Justitie Mutula Kilonzo noemde deze motie "zeer ongelukkig" voor Kenia`s reputatie. Zelfs als de regering de motie zou uitvoeren kan dat overigens de vervolging door het Strafhof niet beëindigen.

#### Regering vraagt opschorting en niet-ontvankelijkheid
De regering van Kenia verzocht op 8 februari 2011 de Veiligheidsraad om de vervolging van de Keniaanse verdachten op te schorten. Het argument was dat Kenia doende was de rechterlijke macht voldoende te hervormen om berechting in Kenia mogelijk te maken. Artikel 16 van het Statuut van Rome geeft de Veiligheidsraad de bevoegdheid onderzoeken en vervolgingen een jaar op te schorten, een termijn die telkens met een jaar kan worden verlengd. Dit verzoek werd door de Veiligheidsraad afgewezen. Op 29 maart 2011 diende Kenia met een soortgelijke motivering een verzoek bij het strafhof in de zaken tegen de zes verdachten niet-ontvankelijk te verklaren. Dit verzoek werd op 30 mei 2011 door de Tweede Preliminaire Kamer van het Hof verworpen. De Kamer overwoog hierbij onder meer dat Kenia geen concreet bewijs overgelegd had dat er procedures bij nationale gerechten gaande waren, en dat er nog steeds een situatie van inactiviteit was. De Kamer van Beroep verwierp op 30 augustus 2011 het door Kenia tegen de beslissing ingestelde beroep.

#### Alle verdachten gedagvaard
De Tweede Preliminaire Kamer van het Hof besloot op 8 maart 2011 de zes door de aanklager aangewezen verdachten allen te dagvaarden om in april 2011 voor het Strafhof te verschijnen. Aangaande de drie partijgenoten van president Kibaki (Zaak 2) sprak het Hof uit dat er redelijke gronden waren om aan te nemen dat vicepremier Kenyatta en kabinetssecretaris Muthaura indirecte mededaders zijn van moord, deportatie, verkrachting, vervolging en andere onmenselijke daden. Voor voormalig politiechef Ali gold dat volgens de beslissing niet, maar wel werd aannemelijk geacht dat hij op andere wijze heeft bijgedragen aan de misdrijven.
Aangaande de drie medestanders van premier Odinga (Zaak 1) besliste het Hof dat minister van Onderwijs Ruto en voormalig minister van Industrialisatie Kosgey op redelijke gronden beschouwd konden worden als indirecte mededaders van moord, deportatie en vervolging. Radiojournalist Sang werd niet beschouwd als indirecte mededader maar, net als Ali, als iemand die anderszins aan de genoemde misdrijven bijgedragen heeft.
Vicepremier Kenyatta plaatste op 9 maart een verklaring op Facebook waarin hij alle schuld ontkende, maar tegelijkertijd de dagvaarding verwelkomde als een gelegenheid om zijn onschuld aan te tonen. Hij zegde zijn "standvastige medewerking" aan het Strafhof toe.

#### Aanklachten bevestigd tegen vier verdachten; Kosgey en Ali gaan vrijuit
De Tweede Preliminaire Kamer maakte op 23 januari 2012 bekend de aanklachten te bevestigen tegen vier van de zes verdachten. In Zaak 1 (de medestanders van premier Odinga) waren dit minister William Ruto en radiojournalist Joshua Arap Sang, in Zaak 2 (de medestanders van president Kibaki) betrof het vicepremier Uhuru Kenyatta en kabinetssecretaris Francis Muthaura. De Kamer oordeelde dat de aanklager voldoende bewijsmateriaal overgelegd had om deze vier verdachten naar een strafzitting te verwijzen. Met betrekking tot oud-minister Henry Kosgey (Zaak 1) en voormalig politiechef Mohamed Hussein Ali (Zaak 2) sprak de Kamer uit dat de overgelegde bewijzen onvoldoende waren. Zij waren dus niet langer verdachten, al behield de aanklager altijd de mogelijkheid nieuw bewijsmateriaal over te leggen. Tegen de vier aangeklaagden werd geen arrestatiebevel uitgevaardigd, zij bleven dus op vrije voeten. Kenia`s minister van Justitie Kilonzo verklaarde dat de vier verdachten zich moesten terugtrekken uit de politiek en op non-actief moesten worden gesteld.

### Libië
Toen in februari 2011 de opstand in Libië tegen het bewind van Moammar al-Qadhafi tot veel bloedvergieten geleid had, besloot de Veiligheidsraad op 26 februari 2011 in resolutie 1970 unaniem om de gebeurtenissen in Libië vanaf 15 februari naar het Strafhof te verwijzen. Dit was (na Soedan) de tweede keer dat de Veiligheidsraad de situatie in een bepaald land naar het Strafhof verwees, en de eerste keer dat dit unaniem gebeurde.
Reeds op 2 maart maakte aanklager Moreno-Ocampo bekend dat hij inderdaad een onderzoek aangaande Libië zou openen. Daarbij zou hij samenwerking zoeken met onder meer de Afrikaanse Unie, de Arabische Liga en Interpol. De volgende dag liet de aanklager op een persconferentie weten dat het onderzoek betrekking zou hebben op Moammar al-Qadhafi, enkele van zijn zoons en enkele andere Libische politici en militairen. Weer een dag later, op 4 maart 2011, wees de president van het Strafhof de situatie in Libië toe aan de Eerste Preliminaire Kamer van het Hof.

#### Arrestatiebevelen tegen Qadhafi en twee familieleden

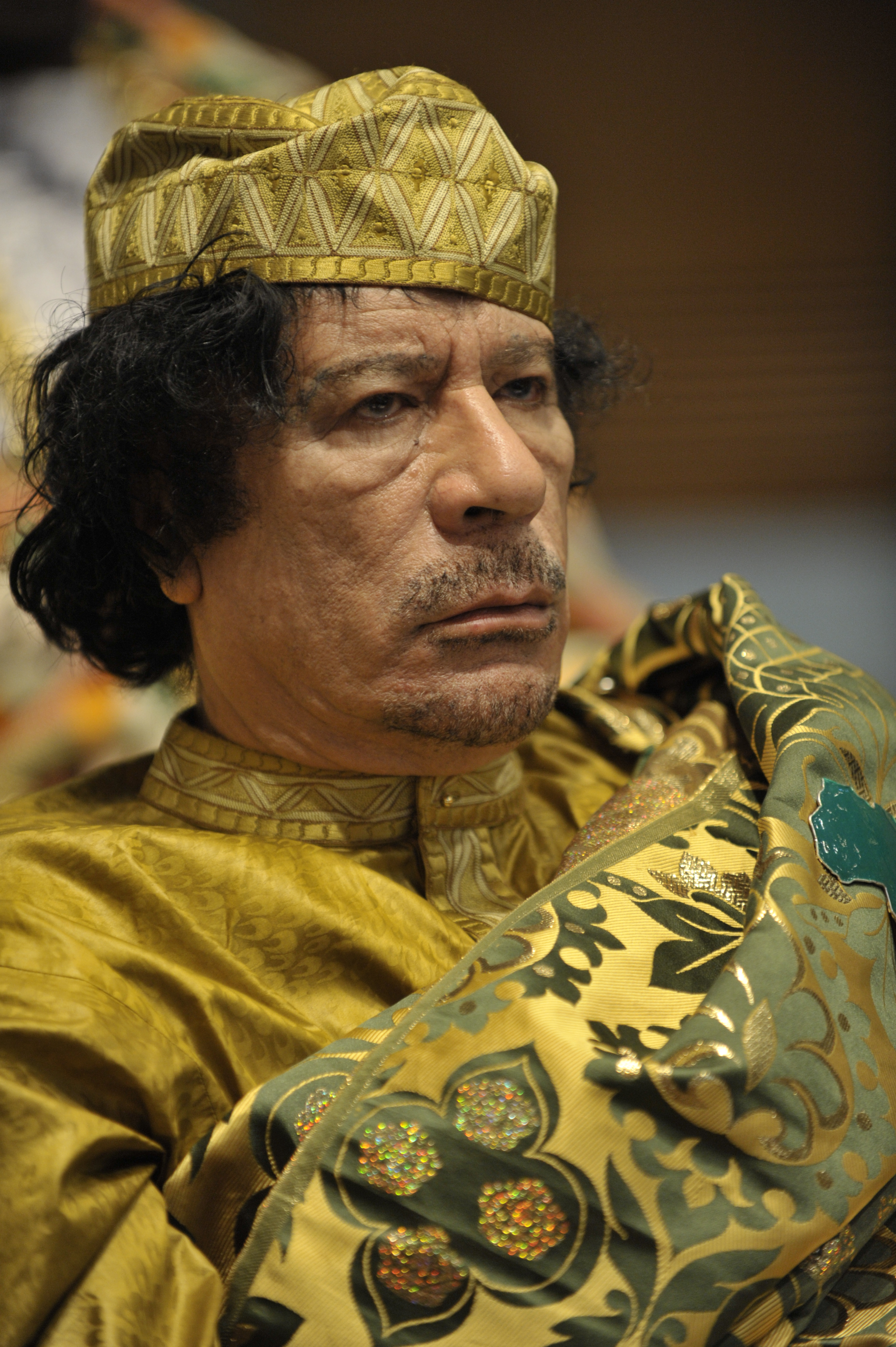
Moammar al-Qadhafi

Op 4 mei 2011 bracht de aanklager een eerste verslag uit aan de Veiligheidsraad. Hij deelde mee dat hij "binnen enkele weken" het Hof zou vragen arrestatiebevelen uit te vaardigen tegen drie personen die de grootste verantwoordelijkheid dragen voor de gepleegde misdaden. De Veiligheidsraad zou volgens hem moeten bezien hoe de arrestaties uitgevoerd konden worden. Hij wees er verder op dat hij zich onpartijdig opstelde en dat mogelijk door opstandige Libiërs gepleegde misdrijven tegen vermeende Afrikaanse huurlingen ook in het onderzoek betrokken werden.
De aanklager maakte op 16 mei 2011 bekend dat de drie mensen voor wie hij een arrestatiebevel vroeg waren:
- Moammar al-Qadhafi, "leider van de revolutie" en de facto staatshoofd;
- zijn zoon Saif al-Islam al-Qadhafi;
- zijn zwager, inlichtingenchef Abdoellah al-Senoessi.

Volgens de aanklager was er voldoende bewijs dat deze drie verantwoordelijk zijn voor aanvallen op burgers in hun huizen, werving van huurlingen en aanslagen op betogers. Op 27 juni 2011 vaardigde de Eerste Preliminaire Kamer de gevraagde arrestatiebevelen tegen deze drie verdachten uit. De Kamer stelde vast dat er redelijke gronden waren om aan te nemen dat zij de genoemde misdaden inderdaad gepleegd hebben.

##### Moammar al-Qadhafi
Toen in augustus 2011 het hoofdkwartier van Moammar al-Qadhafi in Tripoli door opstandelingen werd ingenomen, bleek Qadhafi te zijn gevlucht. Op 20 oktober 2011 werd zijn geboortestad Sirte ingenomen, waar hij werd aangetroffen en gedood. Op verzoek van de aanklager besloot de Eerste Preliminaire Kamer op 22 november 2011 de zaak tegen hem te beëindigen omdat zijn overlijden was vastgesteld en een overlijdensakte overgelegd was.

##### Saif al-Islam al-Qadhafi
Op 19 november 2011 werd bekend dat Saif al-Islam al-Qadhafi in Libië gearresteerd was. Het Hof liet op 23 november weten dat Libië krachtens Veiligheidsraadsresolutie 1970 nog steeds verplicht was volledige medewerking aan het Hof te geven, en dat, mocht Libië deze verdachte zelf willen berechten, het een verzoek moest indienen zijn zaak bij het Strafhof niet ontvankelijk te verklaren. Op 1 mei 2012 diende Libië dit verzoek tot niet-ontvankelijkheid bij het Hof in met betrekking tot de zaak van Saif. De Eerste Preliminaire Kamer verwierp het verzoek op 31 mei 2013. Geoordeeld werd dat Libië onvoldoende in staat was de vervolging van Saif al-Qadhafi zelf uit te voeren. Op 21 mei 2014 werd dit oordeel bevestigd door de Kamer van Beroep. Libië weigerde hieraan te voldoen, en op 14 april 2014 was al in Tripoli een proces begonnen tegen Saif, samen met een andere zoon van al-Qadhafi, met Abdoellah al-Senoessi en anderen. Het Strafhof maakte op 10 december 2014 bij de Veiligheidsraad een klacht tegen Libië aanhangig wegens niet-uitvoering van verzoeken van het Hof.
Op 28 juli 2015 werd Saif bij verstek ter dood veroordeeld na een proces dat veel kritiek kreeg van mensenrechtenorganisaties. Al die tijd werd hij overigens gevangengehouden door een militie in de Libische stad Zintan. De militie weigerde hem over te leveren aan de overheid in Tripoli.

##### Abdoellah al-Senoessi
Abdoellah al-Senoessi is op 17 maart 2012 gearresteerd in Mauritanië, waarheen hij gevlucht was. Dezelfde dag verzocht het Strafhof om zijn overlevering, maar zijn uitlevering werd ook gevraagd door Libië en door Frankrijk. In Frankrijk is al-Senoessi in 1999 bij verstek tot levenslang veroordeeld wegens zijn verantwoordelijkheid voor een aanslag op een Frans vliegtuig in 1989, waarbij 170 doden vielen. Op 5 september 2012 leverde Mauritanië, dat geen verdragsstaat van het Strafhof is, al-Senoessi uit aan Libië.
Op 2 april 2013 diende Libië bij het Hof een verzoek in de zaak niet-ontvankelijk te verklaren, omdat het al-Senoessi zelf wilde berechten. De Eerste Preliminaire Kamer besloot op 11 oktober 2013 aan dit verzoek te voldoen omdat Libië in staat en bereid geacht werd het onderzoek zelf uit te voeren. De Kamer van Beroep bekrachtigde dit besluit op 24 juli 2014. Dit betekende dat de zaak tegen al-Senoessi wat het Internationaal Strafhof betreft beëindigd was. Al-Senoessi werd op 28 juli 2015 in Tripoli samen met acht anderen ter dood veroordeeld. Tegen dit vonnis was nog beroep mogelijk.

#### Vierde arrestatiebevel: Mohamed Khaled Al-Tuhamy
Op 24 april 2017 maakte het Strafhof een arrestatiebevel openbaar dat vier jaar eerder verzegeld was uitgevaardigd tegen Mohamed Khaled Al-Tuhamy, die in 2011 tijdens de opstand tegen Moammar al-Qadhafi hoofd was van Libië's "Binnenlandse Veiligheidsdienst". Volgens de Eerste Preliminaire Kamer van het Hof was deze dienst verantwoordelijk voor de arrestatie en detentie van vermeende opponenten van het bewind-Qadhafi die vervolgens blootstonden aan onder andere afranseling, elektrocutie, seksueel geweld en verkrachting, eenzame opsluiting, uithongering, onmenselijke detentiecondities, schijnterechtstellingen en bedreigingen. Op grond hiervan werd Al-Tuhamy verdacht van oorlogsmisdaden en misdaden tegen de menselijkheid.

### Ivoorkust
De burgeroorlog die in september 2002 in Ivoorkust uitbrak was aanleiding tot een verkennend onderzoek in dit land. Ivoorkust was toen nog geen verdragsstaat, maar had al de rechtsmacht van het Hof aanvaard door middel van een bij de griffier van het Hof gedeponeerde verklaring.
Als gevolg van controversiële presidentsverkiezingen op 28 november 2010 brak een nieuwe gewelddadige crisis in het land uit. Naar aanleiding hiervan gaf de aanklager op 21 december 2010 een verklaring uit waarin hij waarschuwde dat bij ernstige misdrijven de verantwoordelijken vervolgd zullen worden. In de verklaring werd met name aangekondigd dat Charles Blé Goudé, naaste medewerker van de bij de verkiezingen verslagen president Laurent Gbagbo, kan worden vervolgd indien als gevolg van zijn toespraken massaal geweld zou uitbreken. De aanklager wees erop dat strijdkrachten van Afrikaanse staten kunnen helpen de verantwoordelijken te arresteren. "Die leiders die geweld beramen zullen in Den Haag terechtkomen."
Op 6 april 2011 kondigde de aanklager aan dat hij wegens de berichten over recente wijdverbreide massale moordpartijen in Ivoorkust overwoog op eigen initiatief het Strafhof machtiging te vragen een strafrechtelijk onderzoek te openen, hetgeen hij op 23 juni 2011 ook deed. De Derde Preliminaire Kamer van het Hof besloot op 3 oktober 2011 dit verzoek van de aanklager toe te wijzen. Aanvankelijk gold dit slechts misdrijven gepleegd sinds 28 november 2010, maar op 22 februari 2012 besloot deze Kamer de machtiging aan de aanklager uit te breiden tot misdaden die gepleegd zouden zijn sinds 19 september 2002.

#### Voormalig president Gbagbo
De vroegere president van Ivoorkust Laurent Gbagbo, in april 2011 in Ivoorkust gearresteerd nadat de burgeroorlog was beslecht in het voordeel van president Alassane Ouattara, is op 30 november 2011 aan het Strafhof uitgeleverd. Pas toen werd bekend dat het Hof op 23 november een arrestatiebevel tegen hem uitgevaardigd had. Volgens het Hof was er reden om aan te nemen dat Gbagbo, samen met anderen, in de gewelddadige periode tussen 16 december 2010 en 2 april 2011 rechtstreekse of zijdelingse verantwoordelijkheid droeg voor vier misdaden tegen de menselijkheid, namelijk moord, verkrachting, vervolging en andere inhumane daden, subsidiair poging tot moord of doodslag. De verdediging van Gbagbo vocht de bevoegdheid van het Hof aan op grond van de stelling dat Ivoorkust de rechtsmacht van het Hof slechts aanvaard zou hebben voor in 2002 en 2003 gepleegde daden. Dit verweer werd zowel door de Eerste Preliminaire Kamer als door de Kamer van Beroep verworpen. De zaak tegen hem is samengevoegd met de zaak tegen Charles Blé Goudé. Het proces tegen beiden is begonnen op 28 januari 2016.

#### Simone Gbagbo
Op 22 november 2012 werd bekend dat het Strafhof al in februari 2012 ook een arrestatiebevel uitgevaardigd had tegen Simone Gbagbo, de vrouw van Laurent Gbagbo. Voor haar gold dezelfde beschuldiging van zijdelingse verantwoordelijkheid voor moord, verkrachting en andere seksuele misdrijven, vervolging en andere inhumane daden. Simone Gbagbo was samen met haar man al in april 2011 in Ivoorkust gearresteerd. Volgens het arrestatiebevel stond zij "ideologisch en beroepsmatig erg dicht bij haar echtgenoot" en was zij aanwezig bij alle vergaderingen in de periode waarin de misdrijven werden beraamd en bedreven. Ivoorkust weigerde Simone Gbagbo aan het Strafhof uit te leveren, en diende op 1 oktober 2013 bij het Hof een verzoek tot niet-ontvankelijkheid in, met als argument dat zij al op nationaal niveau werd vervolgd. Dit verzoek werd zowel in eerste aanleg (11 december 2014) als in hoger beroep (27 mei 2015) verworpen. Het Hof oordeelde dat Ivoorkust onvoldoende concrete stappen ondernomen had om de schuld van Simone Gbagbo te onderzoeken. Ivoorkust heeft niettemin de eigen berechting doorgezet. Op 10 maart 2015 is zij in Ivoorkust tot 20 jaar gevangenisstraf veroordeeld, nadat tegen haar slechts 10 jaar geëist was.

#### Charles Blé Goudé
Op 30 september 2013 werd een arrestatiebevel onthuld tegen Charles Blé Goudé, de vertrouweling van oud-president Gbagbo die om zijn opzwepende toespraken al door de aanklager in diens verklaring van 21 december 2010 genoemd was. Het arrestatiebevel was al verzegeld uitgevaardigd op 21 december 2011. Blé Goudé werd evenals Laurent Gbagbo verdacht van rechtstreekse of zijdelingse verantwoordelijkheid voor vier misdaden tegen de menselijkheid, namelijk moord, verkrachting, vervolging en andere inhumane daden, subsidiair poging tot moord of doodslag. De zaak tegen hem is samengevoegd met de zaak tegen Laurent Gbagbo. Het proces tegen beiden is begonnen op 28 januari 2016.

### Mali
In juli 2012 heeft de regering van Mali het Strafhof verzocht een onderzoek te openen naar de misdrijven in dit land gepleegd sinds in januari 2012 de Malinese Burgeroorlog uitbrak. Op 16 januari 2013 besloot aanklager Fatou Bensouda een strafrechtelijk onderzoek hiernaar te openen. Zij sprak uit dat er reden is om aan te nemen dat hier sprake was van moord, verminking, wrede behandeling en marteling, opzettelijke aanvallen op beschermde objecten, terechtstellingen zonder degelijke berechting, plundering en verkrachting. Haar onderzoek zou zich concentreren op de drie noordelijke regio's van Mali.

#### Ahmad Al Faqi Al Mahdi
De eerste aangeklaagde die in het kader van dit onderzoek aan het Strafhof is overgedragen was een leidende figuur van "Ansar Dine", een voornamelijk uit Toeareg bestaande fundamentalistisch-islamitische opstandige organisatie in het noorden van Mali, die samenwerkte met de organisatie "Al Qaida in de Islamitische Maghreb". Al Mahdi werd beschuldigd van verantwoordelijkheid voor oorlogsmisdrijven die bestonden uit de opzettelijke verwoesting van godsdienstige gebouwen en historische monumenten in de stad Timboektoe, waaronder negen mausolea en een moskee. Al Mahdi was de eerste verdachte die voor het Internationaal Strafhof werd geleid wegens de verwoesting van erfgoed. Hij werd op 26 september 2015 aan het Hof overgeleverd door de regering van Niger.

##### Vonnis
Op de dag waarop het proces tegen Al Mahdi begon, 22 augustus 2016, bekende Al Mahdi meteen zijn verantwoordelijkheid voor de verwoesting van de monumenten en toonde hij hierover berouw. Op 27 september 2016 werd hij schuldig bevonden en veroordeeld tot negen jaar gevangenisstraf, met aftrek van de tijd die hij al in detentie doorgebracht had.

#### Al Hassan Ag Abdoul Aziz
Op 31 maart 2018 werd een tweede verdachte krachtens dit onderzoek door Mali aan het Strafhof overgedragen: Al Hassan Ag Abdoul Aziz Ag Mohamed Ag Mahmoud. Pas op diezelfde dag werd bekend dat de Eerste Preliminaire Kamer vier dagen eerder een arrestatiebevel tegen hem uitgevaardigd had. Evenals Al Mahdi werd Al Hassan ervan beschuldigd in 2012 en 2013 een prominente rol gespeeld te hebben bij oorlogsmisdaden en misdaden tegen de menselijkheid in Timboektoe, bedreven door de twee organisaties Ansar Dine en Al Qaida in de Islamitische Maghreb.

### Rusland

#### Arrestatiebevel tegen Vladimir Poetin
Op 17 maart 2023 werd bekendgemaakt dat het internationaal strafhof een arrestatiebevel heeft uitgevaardigd tegen de Russische president Vladimir Poetin en de Russische commissaris voor kinderrechten Maria Lvova-Belova voor de deportatie van kinderen uit Oekraïne.

#### Arrestatiebevel Sjojgoe en Gerasimov
Op 25 juni 2024 werden arrestatiebevelen tegen de Russische oud-minister van defensie Sergej Sjojgoe en legerleider Valeri Gerasimov uitgevaardigd. Ze worden gezocht wegens het aansturen van aanvallen op burgerdoelen, het beschadigen van burgerdoelen en misdaden tegen de menselijkheid.

## Het Strafhof en de Verenigde Staten

### Regering-Clinton
Aanvankelijk was de regering-Clinton voorstander van een Internationaal Strafhof, maar in 1998 stemde ze tegen het Statuut van Rome uit vrees dat Amerikaanse burgers door het Hof zouden kunnen worden gedagvaard. Eind 2000 heeft president Bill Clinton ondanks deze bezwaren het statuut voor dit Strafhof ondertekend.

### Regering-Bush jr.
George W. Bush weigerde de ratificatieprocedure voort te zetten, met als belangrijkste argument dat het risico te groot was dat Amerikaanse politici of militairen voorwerp van politiek gemotiveerde vervolging zouden worden. Tijdens de regering-Bush hebben de Verenigde Staten veel actie ondernomen tegen het Internationaal Strafhof, onder andere via de American Service-Members' Protection Act. Deze droeg ook de regering op om Amerikaanse functionarissen of militairen uit eventuele hechtenis van het Strafhof te bevrijden. Met een groot aantal landen sloten de VS overeenkomsten waarin deze landen toezegden, geen Amerikaanse staatsburgers aan het Strafhof uit te leveren. Datzelfde jaar werd echter een wetswijziging aangenomen die uitzonderingen toestond zodat de VS internationale gerechtshoven konden helpen bij het berechten van Saddam Hoessein, Slobodan Milosevic, Osama bin Laden en andere leden van Al Qaeda, leiders van de Islamitische Jihad en andere buitenlandse staatsburgers.
In 2002 hebben de Verenigde Staten de Veiligheidsraad bewogen om uit te spreken dat het Internationaal Strafhof geen personeel dient te vervolgen van een VN-vredesmacht afkomstig uit landen die geen partij bij het Hof zijn. Resolutie 1422 die dit uitsprak gold één jaar, een termijn die in 2003 met een jaar verlengd werd door middel van resolutie 1487. In 2004 strandde echter een Amerikaanse poging om tot verdere verlenging te komen. In de Veiligheidsraad rezen te veel bezwaren als gevolg van het bekend worden van marteling van Iraakse gevangenen in de Abu Ghraib-gevangenis. De Verenigde Staten zagen vervolgens van verdere verlenging af. Het feit dat de Verenigde Staten zich in maart 2005 niet verzetten tegen de verwijzing door de Veiligheidsraad van de situatie in Darfur, Soedan naar het Hof markeerde een verdere verschuiving in de opstelling van dit land.

### Regering-Obama
Onder de regering van president Barack Obama is dit nog veel markanter geworden. Vanaf november 2009 zijn de Verenigde Staten als waarnemer aanwezig bij de Vergadering van Verdragsstaten, het toezichthoudend orgaan van het Strafhof. De Amerikaanse bijzondere gezant voor oorlogsmisdaden, Stephen Rapp, verklaarde hierover: "Onze regering heeft besloten de banden met het Strafhof weer aan te halen." Hij zei verder dat zijn land zal onderzoeken hoe het met het Hof kan samenwerken "om er voor te zorgen dat het een effectief instrument is om mensen voor de rechter te brengen in gebieden waar daarvoor geen andere manieren bestaan". Rapp verklaarde overigens ook dat het nog vele jaren kan duren voordat de Amerikaanse regering het initiatief zal nemen om steun in het Congres te werven voor aansluiting bij het Hof door ratificatie van het statuut.
In december 2010, toen het Hof dagvaardingen uitgebracht had tegen zes prominente figuren in Kenia, riep Obama in een verklaring alle Keniaanse leiders en het volk van Kenia op om volledige medewerking te geven aan het onderzoek van het Hof. En toen de Veiligheidsraad op 26 februari 2011 besloot de situatie in Libië naar het Strafhof te verwijzen (zie boven), stemden de Verenigde Staten evenals alle veertien andere lidstaten vóór deze resolutie. Dit markeerde een nieuwe toenadering tussen dit land en het Hof.

### Regering-Trump
In november 2017 werd door de aanklager bij het ICC aan het Hof toestemming gevraagd, hem een onderzoek in te laten stellen naar oorlogsmisdaden en mensenrechtenschendingen in Afghanistan, waarbij onder meer ook gedragingen van Amerikaanse militairen het onderwerp konden zijn. De Amerikaanse Nationale Veiligheidsadviseur John Bolton verklaarde op 10 september 2018 in een rede dat de regering-Trump bij een dergelijke onderzoek zou overwegen rechters en aanklagers van het Hof de toegang tot de VS te ontzeggen. Eventuele fondsen van hen in de VS zouden worden bevroren en ze zouden in Amerikaanse rechtbanken kunnen worden vervolgd.
Reeds voordat door het Hof werd beslist op het verzoek van de aanklager uit november 2017, werd in maart 2019 door Minister van Buitenlandse Zaken Mike Pompeo aangekondigd dat ICC-officials die betrokken zijn bij een dergelijk in te stellen onderzoek geen visa voor de VS meer zouden krijgen.

### Regering-Biden
Na het begin van de Russische invasie van Oekraïne in 2022 nam het Amerikaanse Congres wetten aan, die de mogelijkheden tot samenwerking met het Strafhof verruimden. Echter, tijdens de Gaza-oorlog in 2024 vroeg de aanklager van het Hof om arrestatiebevelen wegens oorlogsmisdaden tegen vier leiders van Hamas en de Israëlische premier Benjamin Netanyahu en zijn minister van buitenlandse zaken. Prompt kondigde de Amerikaanse minister van buitenlandse zaken Blinken aan, dat in dat geval sancties zouden worden getroffen tegen functionarissen van het Hof.

## Belemmering van het Strafhof
Vanuit landen van wie onderdanen zijn aangeklaagd of onderwerp zijn van een vooronderzoek kan het hof worden tegengewerkt. Dit kan gebeuren door arrestatiebevelen van het hof te negeren of door bewijsvoering te bemoeilijken door getuigen te bedreigen of personen die bewijsmateriaal verzamelen (het dossier samenstellen) het werken te bemoeilijken of onmogelijk te maken. Dit belemmeren kan in Nederland, het gastland van het Strafhof, gebeuren of daarbuiten.

##### In Nederland
In 2016 heeft mensenrechtenjuriste Nada Kiswanson, die materiaal aanlevert voor het vooronderzoek dat het Strafhof uitvoert naar mogelijke oorlogsmisdaden door Israël in Palestina, bij de politie van Den Haag aangifte gedaan van bedreigingen; zij is sinds februari 2016 meermalen met de dood bedreigd. Het Openbaar Ministerie is een onderzoek gestart. Kiswanson woont in Den Haag en werkt voor de Palestijnse mensenrechtenorganisatie Al Haq. Ze heeft zowel de Zweedse als de Jordaanse nationaliteit. Amnesty International sloot zijn Haagse kantoor nadat de e-mail was gehackt van een medewerker die zich met haar zaak bezighield. Meteen na die hack werd zij opnieuw bedreigd.

##### Buiten Nederland
In Kenia intimideerde president Uhuru Kenyatta getuigen dermate dat de aanklager niemand meer had die durfde getuigen.